# فهرست جوایز و دستاوردهای لیونل مسی
فهرست جوایز و دستاوردهای لیونل مسی، مجموعهٔ موفقیت‌ها و افتخاراتی هستند که لیونل مسی، بازیکن آرژانتینی در طول دوران حرفه‌ای خود کسب کرده‌است. مسی به عنوان یکی از بازیکن تاریخ فوتبال شناخته می‌شود که بیشترین افتخارات و جام‌ها را در فوتبال با کسب ۴۶ جام کسب کرده‌است از جمله قهرمانی در ده فصل لا لیگا، سه فصل لیگ قهرمانان اروپا، سه سوپرجام اروپا و ده جام باشگاه‌های جهان در ردهٔ باشگاهی و یک قهرمانی در جام جهانی ۲۰۲۲، دو قهرمانی در دو کوپا آمریکای ۲۰۲۱ و ۲۰۲۴ در ردهٔ ملی. مسی همچنین بسیاری از رکوردهای فوتبال جهان را به نام خود دارد شامل کسب بیشترین توپ طلا (۸)، کسب بیشترین کفش طلای اروپا (۶)، بیشترین گل (۴۷۴) و پاس گل (۱۹۳) در تاریخ لا لیگا، بیشترین پاس گل در تاریخ فوتبال (۳۶۱)، بیشترین گل برای یک باشگاه (۶۷۲) و بیشترین گل در یک سال تقویمی میلادی (۹۱).

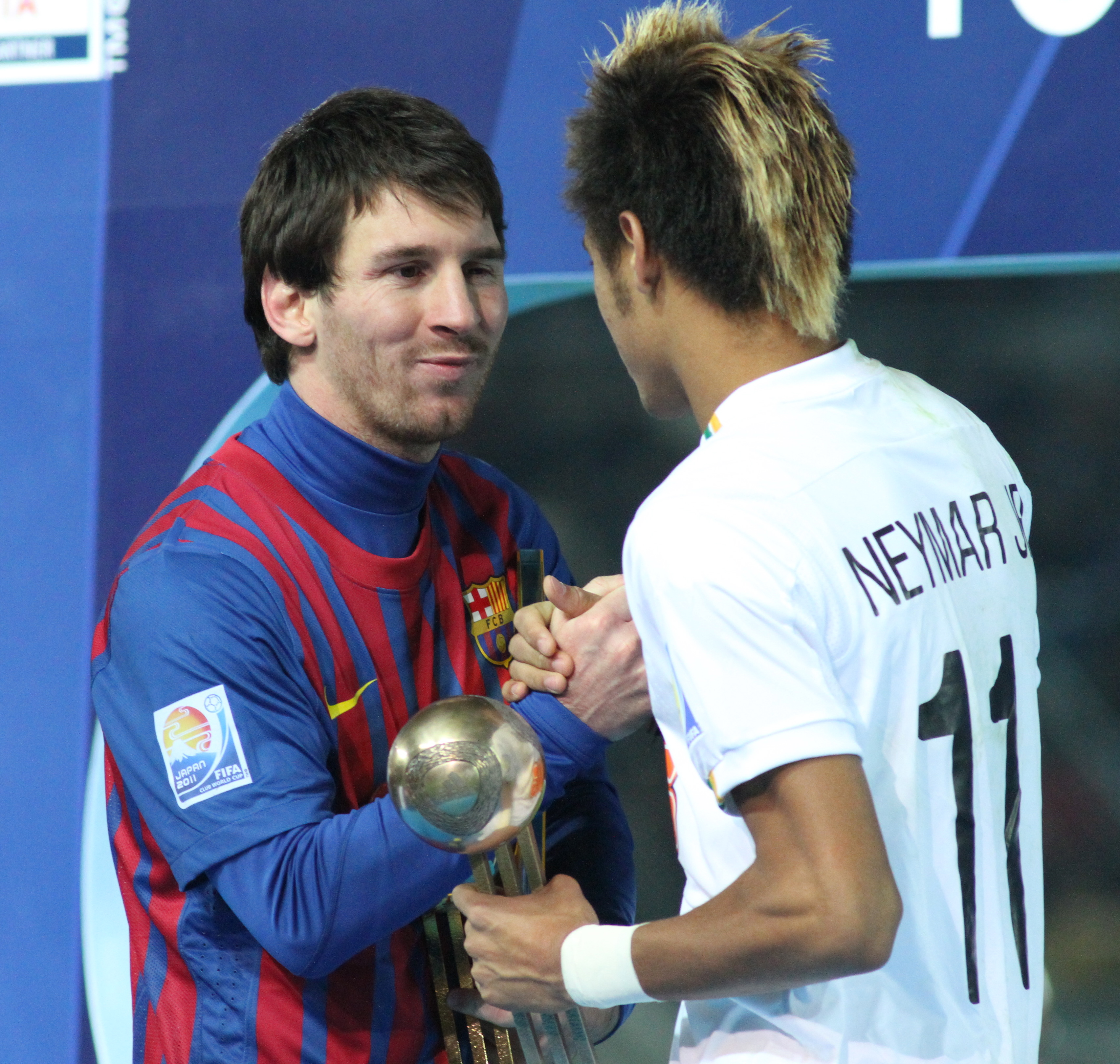
مسی هنگام دریافت توپ طلای جام باشگاه‌های جهان ۲۰۱۱ از نیمار هم‌تیمی آینده‌اش

## افتخارات تیمی

### رسمی
| \| فصل/سال \| رقابت \| باشگاه/تیم ملی \| نتیجه \| منبع \| \| -------- \| ---------------------------- \| ------------------- \| ---------- \| ---- \| \| ۰۵–۲۰۰۴ \| لا لیگا \| بارسلونا \| برنده \| [۶] \| \| ۲۰۰۵ \| قهرمانی جوانان آمریکای جنوبی \| زیر ۲۰ سال آرژانتین \| مقام سوم \| [۷] \| \| ۲۰۰۵ \| جام جهانی زیر ۲۰ سال \| زیر ۲۰ سال آرژانتین \| برنده \| [۸] \| \| ۰۶–۲۰۰۵ \| لا لیگا \| بارسلونا \| برنده \| [۶] \| \| ۰۶–۲۰۰۵ \| لیگ قهرمانان اروپا \| بارسلونا \| برنده \| [۶] \| \| ۲۰۰۶ \| سوپرکاپ اسپانیا \| بارسلونا \| برنده \| [۶] \| \| ۲۰۰۶ \| سوپر جام اروپا \| بارسلونا \| نایب‌قهرمان \| [۶] \| \| ۲۰۰۷ \| کوپا آمریکا \| آرژانتین \| نایب‌قهرمان \| [۸] \| \| ۲۰۰۸ \| المپیک تابستانی \| زیر ۲۳ سال آرژانتین \| برنده \| [۸] \| \| ۰۹–۲۰۰۸ \| لا لیگا \| بارسلونا \| برنده \| [۶] \| \| ۰۹–۲۰۰۸ \| کوپا دل ری \| بارسلونا \| برنده \| [۶] \| \| ۰۹–۲۰۰۸ \| لیگ قهرمانان اروپا \| بارسلونا \| برنده \| [۶] \| \| ۲۰۰۹ \| سوپرکاپ اسپانیا \| بارسلونا \| برنده \| [۶] \| \| ۲۰۰۹ \| سوپر جام اروپا \| بارسلونا \| برنده \| [۶] \| \| ۲۰۰۹ \| جام باشگاه‌های جهان \| بارسلونا \| برنده \| [۶] \| \| ۱۰–۲۰۰۹ \| لا لیگا \| بارسلونا \| برنده \| [۶] \| \| ۲۰۱۰ \| سوپرکاپ اسپانیا \| بارسلونا \| برنده \| [۶] \| \| ۱۱–۲۰۱۰ \| لا لیگا \| بارسلونا \| برنده \| [۶] \| \| ۱۱ –۲۰۱۰ \| کوپا دل ری \| بارسلونا \| نایب‌قهرمان \| [۶] \| \| ۱۱–۲۰۱۰ \| لیگ قهرمانان اروپا \| بارسلونا \| برنده \| [۶] \| \| ۲۰۱۱ \| سوپرکاپ اسپانیا \| بارسلونا \| برنده \| [۶] \| \| ۲۰۱۱ \| سوپر جام اروپا \| بارسلونا \| برنده \| [۶] \| \| ۲۰۱۱ \| جام باشگاه‌های جهان \| بارسلونا \| برنده \| [۶] \| \| ۱۲–۲۰۱۱ \| کوپا دل ری \| بارسلونا \| برنده \| [۶] \| \| ۲۰۱۲ \| سوپرکاپ اسپانیا \| بارسلونا \| نایب‌قهرمان \| [۶] \| \| ۱۳–۲۰۱۲ \| لا لیگا \| بارسلونا \| برنده \| [۶] \| \| ۲۰۱۳ \| سوپرکاپ اسپانیا \| بارسلونا \| برنده \| [۶] \| \| ۱۴–۲۰۱۳ \| کوپا دل ری \| بارسلونا \| نایب‌قهرمان \| [۶] \| \| ۲۰۱۴ \| جام جهانی \| آرژانتین \| نایب‌قهرمان \| [۸] \| \| ۱۵–۲۰۱۴ \| لا لیگا \| بارسلونا \| برنده \| [۶] \| \| ۱۵–۲۰۱۴ \| کوپا دل ری \| بارسلونا \| برنده \| [۶] \| \| ۱۵–۲۰۱۴ \| لیگ قهرمانان اروپا \| بارسلونا \| برنده \| [۶] \| \| ۲۰۱۵ \| سوپرکاپ اسپانیا \| بارسلونا \| نایب‌قهرمان \| [۶] \| \| ۲۰۱۵ \| کوپا آمریکا \| آرژانتین \| نایب‌قهرمان \| [۸] \| \| ۲۰۱۵ \| سوپر جام اروپا \| بارسلونا \| برنده \| [۶] \| \| ۲۰۱۵ \| جام باشگاه‌های جهان \| بارسلونا \| برنده \| [۶] \| \| ۱۶–۲۰۱۵ \| لا لیگا \| بارسلونا \| برنده \| [۶] \| \| ۱۶–۲۰۱۵ \| کوپا دل ری \| بارسلونا \| برنده \| [۶] \| \| ۲۰۱۶ \| سوپرکاپ اسپانیا \| بارسلونا \| برنده \| [۶] \| \| ۲۰۱۶ \| کوپا آمریکا \| آرژانتین \| نایب‌قهرمان \| [۸] \| \| ۱۷–۲۰۱۶ \| کوپا دل ری \| بارسلونا \| برنده \| [۶] \| \| ۲۰۱۷ \| سوپرکاپ اسپانیا \| بارسلونا \| نایب‌قهرمان \| [۶] \| \| ۱۸–۲۰۱۷ \| لا لیگا \| بارسلونا \| برنده \| [۶] \| \| ۱۸–۲۰۱۷ \| کوپا دل ری \| بارسلونا \| برنده \| [۶] \| \| ۲۰۱۸ \| سوپرکاپ اسپانیا \| بارسلونا \| برنده \| [۶] \| \| ۱۹–۲۰۱۸ \| لا لیگا \| بارسلونا \| برنده \| [۶] \| \| ۱۹–۲۰۱۸ \| کوپا دل ری \| بارسلونا \| نایب‌قهرمان \| [۶] \| \| ۲۰۱۹ \| کوپا آمریکا \| آرژانتین \| مقام سوم \| [۹] \| \| ۲۰۲۱ \| سوپرکاپ اسپانیا \| بارسلونا \| نایب‌قهرمان \| [۶] \| \| ۲۱–۲۰۲۰ \| کوپا دل ری \| بارسلونا \| برنده \| [۶] \| \| ۲۰۲۱ \| کوپا آمریکا \| آرژانتین \| برنده \| [۱۰] \| \| ۲۲–۲۰۲۱ \| لیگ ۱ \| پاری سن-ژرمن \| برنده \| [۱۱] \| \| ۲۰۲۲ \| جام قهرمانان کونمبول–یوفا \| آرژانتین \| برنده \| [۱۲] \| \| ۲۰۲۲ \| سوپر جام فرانسه \| پاری سن-ژرمن \| برنده \| \| \| ۲۰۲۲ \| جام جهانی \| آرژانتین \| برنده \| [۱۳] \| \| ۲۳–۲۰۲۲ \| لیگ ۱ \| پاری سن-ژرمن \| برنده \| [۱۴] \| \| ۲۰۲۳ \| لیگز کاپ \| اینتر میامی \| برنده \| \| \| ۲۰۲۳ \| یو‌.اس. اپن \| اینتر میامی \| نایب‌قهرمان \| \| \| ۲۰۲۴ \| کوپا آمریکا \| آرژانتین \| برنده \| \| \| ۲۰۲۴ \| ساپورترز شیلد \| اینتر میامی \| برنده \| \| |                              |                     |            |        |
| فصل/سال | رقابت                        | باشگاه/تیم ملی      | نتیجه      | منبع   |
| ۰۵–۲۰۰۴ | لا لیگا                      | بارسلونا            | برنده      | [ ۶ ]  |
| ۲۰۰۵ | قهرمانی جوانان آمریکای جنوبی | زیر ۲۰ سال آرژانتین | مقام سوم   | [ ۷ ]  |
| ۲۰۰۵ | جام جهانی زیر ۲۰ سال         | زیر ۲۰ سال آرژانتین | برنده      | [ ۸ ]  |
| ۰۶–۲۰۰۵ | لا لیگا                      | بارسلونا            | برنده      | [ ۶ ]  |
| ۰۶–۲۰۰۵ | لیگ قهرمانان اروپا           | بارسلونا            | برنده      | [ ۶ ]  |
| ۲۰۰۶ | سوپرکاپ اسپانیا              | بارسلونا            | برنده      | [ ۶ ]  |
| ۲۰۰۶ | سوپر جام اروپا               | بارسلونا            | نایب‌قهرمان | [ ۶ ]  |
| ۲۰۰۷ | کوپا آمریکا                  | آرژانتین            | نایب‌قهرمان | [ ۸ ]  |
| ۲۰۰۸ | المپیک تابستانی              | زیر ۲۳ سال آرژانتین | برنده      | [ ۸ ]  |
| ۰۹–۲۰۰۸ | لا لیگا                      | بارسلونا            | برنده      | [ ۶ ]  |
| ۰۹–۲۰۰۸ | کوپا دل ری                   | بارسلونا            | برنده      | [ ۶ ]  |
| ۰۹–۲۰۰۸ | لیگ قهرمانان اروپا           | بارسلونا            | برنده      | [ ۶ ]  |
| ۲۰۰۹ | سوپرکاپ اسپانیا              | بارسلونا            | برنده      | [ ۶ ]  |
| ۲۰۰۹ | سوپر جام اروپا               | بارسلونا            | برنده      | [ ۶ ]  |
| ۲۰۰۹ | جام باشگاه‌های جهان           | بارسلونا            | برنده      | [ ۶ ]  |
| ۱۰–۲۰۰۹ | لا لیگا                      | بارسلونا            | برنده      | [ ۶ ]  |
| ۲۰۱۰ | سوپرکاپ اسپانیا              | بارسلونا            | برنده      | [ ۶ ]  |
| ۱۱–۲۰۱۰ | لا لیگا                      | بارسلونا            | برنده      | [ ۶ ]  |
| ۱۱ –۲۰۱۰ | کوپا دل ری                   | بارسلونا            | نایب‌قهرمان | [ ۶ ]  |
| ۱۱–۲۰۱۰ | لیگ قهرمانان اروپا           | بارسلونا            | برنده      | [ ۶ ]  |
| ۲۰۱۱ | سوپرکاپ اسپانیا              | بارسلونا            | برنده      | [ ۶ ]  |
| ۲۰۱۱ | سوپر جام اروپا               | بارسلونا            | برنده      | [ ۶ ]  |
| ۲۰۱۱ | جام باشگاه‌های جهان           | بارسلونا            | برنده      | [ ۶ ]  |
| ۱۲–۲۰۱۱ | کوپا دل ری                   | بارسلونا            | برنده      | [ ۶ ]  |
| ۲۰۱۲ | سوپرکاپ اسپانیا              | بارسلونا            | نایب‌قهرمان | [ ۶ ]  |
| ۱۳–۲۰۱۲ | لا لیگا                      | بارسلونا            | برنده      | [ ۶ ]  |
| ۲۰۱۳ | سوپرکاپ اسپانیا              | بارسلونا            | برنده      | [ ۶ ]  |
| ۱۴–۲۰۱۳ | کوپا دل ری                   | بارسلونا            | نایب‌قهرمان | [ ۶ ]  |
| ۲۰۱۴ | جام جهانی                    | آرژانتین            | نایب‌قهرمان | [ ۸ ]  |
| ۱۵–۲۰۱۴ | لا لیگا                      | بارسلونا            | برنده      | [ ۶ ]  |
| ۱۵–۲۰۱۴ | کوپا دل ری                   | بارسلونا            | برنده      | [ ۶ ]  |
| ۱۵–۲۰۱۴ | لیگ قهرمانان اروپا           | بارسلونا            | برنده      | [ ۶ ]  |
| ۲۰۱۵ | سوپرکاپ اسپانیا              | بارسلونا            | نایب‌قهرمان | [ ۶ ]  |
| ۲۰۱۵ | کوپا آمریکا                  | آرژانتین            | نایب‌قهرمان | [ ۸ ]  |
| ۲۰۱۵ | سوپر جام اروپا               | بارسلونا            | برنده      | [ ۶ ]  |
| ۲۰۱۵ | جام باشگاه‌های جهان           | بارسلونا            | برنده      | [ ۶ ]  |
| ۱۶–۲۰۱۵ | لا لیگا                      | بارسلونا            | برنده      | [ ۶ ]  |
| ۱۶–۲۰۱۵ | کوپا دل ری                   | بارسلونا            | برنده      | [ ۶ ]  |
| ۲۰۱۶ | سوپرکاپ اسپانیا              | بارسلونا            | برنده      | [ ۶ ]  |
| ۲۰۱۶ | کوپا آمریکا                  | آرژانتین            | نایب‌قهرمان | [ ۸ ]  |
| ۱۷–۲۰۱۶ | کوپا دل ری                   | بارسلونا            | برنده      | [ ۶ ]  |
| ۲۰۱۷ | سوپرکاپ اسپانیا              | بارسلونا            | نایب‌قهرمان | [ ۶ ]  |
| ۱۸–۲۰۱۷ | لا لیگا                      | بارسلونا            | برنده      | [ ۶ ]  |
| ۱۸–۲۰۱۷ | کوپا دل ری                   | بارسلونا            | برنده      | [ ۶ ]  |
| ۲۰۱۸ | سوپرکاپ اسپانیا              | بارسلونا            | برنده      | [ ۶ ]  |
| ۱۹–۲۰۱۸ | لا لیگا                      | بارسلونا            | برنده      | [ ۶ ]  |
| ۱۹–۲۰۱۸ | کوپا دل ری                   | بارسلونا            | نایب‌قهرمان | [ ۶ ]  |
| ۲۰۱۹ | کوپا آمریکا                  | آرژانتین            | مقام سوم   | [ ۹ ]  |
| ۲۰۲۱ | سوپرکاپ اسپانیا              | بارسلونا            | نایب‌قهرمان | [ ۶ ]  |
| ۲۱–۲۰۲۰ | کوپا دل ری                   | بارسلونا            | برنده      | [ ۶ ]  |
| ۲۰۲۱ | کوپا آمریکا                  | آرژانتین            | برنده      | [ ۱۰ ] |
| ۲۲–۲۰۲۱ | لیگ ۱                        | پاری سن-ژرمن        | برنده      | [ ۱۱ ] |
| ۲۰۲۲ | جام قهرمانان کونمبول–یوفا    | آرژانتین            | برنده      | [ ۱۲ ] |
| ۲۰۲۲ | سوپر جام فرانسه              | پاری سن-ژرمن        | برنده      |        |
| ۲۰۲۲ | جام جهانی                    | آرژانتین            | برنده      | [ ۱۳ ] |
| ۲۳–۲۰۲۲ | لیگ ۱                        | پاری سن-ژرمن        | برنده      | [ ۱۴ ] |
| ۲۰۲۳ | لیگز کاپ                     | اینتر میامی         | برنده      |        |
| ۲۰۲۳ | یو‌.اس. اپن                   | اینتر میامی         | نایب‌قهرمان |        |
| ۲۰۲۴ | کوپا آمریکا                  | آرژانتین            | برنده      |        |
| ۲۰۲۴ | ساپورترز شیلد                | اینتر میامی         | برنده      |        |

#### مجموع

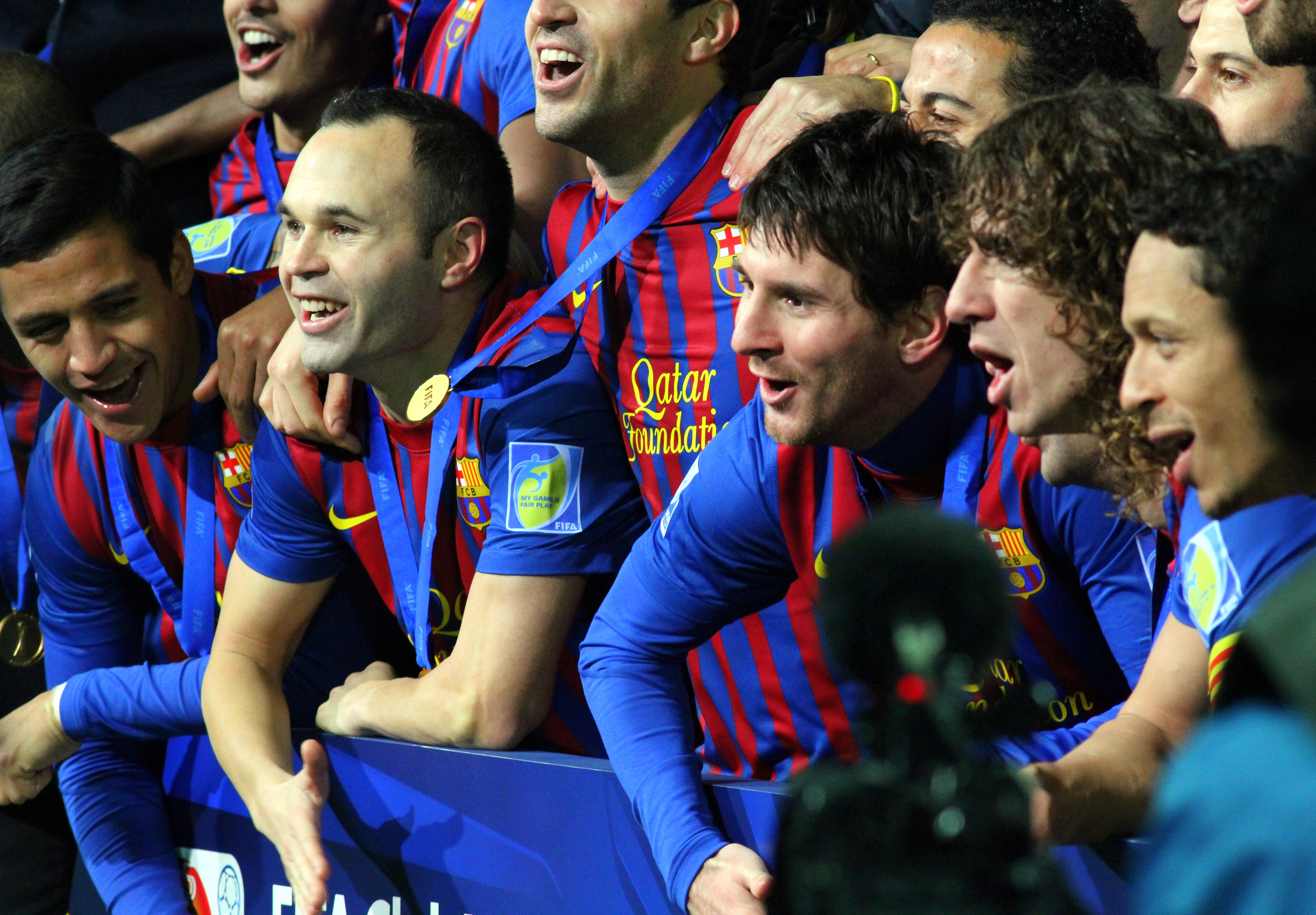
مسی (در وسط) و ستاره‌های هم‌تیمیِ او در جشن قهرمانی جام باشگاه‌های جهان، دسامبر ۲۰۱۱

| رقابت/جام                 | برنده | نایب‌قهرمان |
| باشگاهی                   |       |            |
| لا لیگا                   | ۱۰    | ۳          |
| سوپرجام اسپانیا           | ۸     | ۴          |
| کوپا دل ری                | ۷     | ۳          |
| لیگ یک                    | ۲     | –          |
| سوپر جام فرانسه           | ۱     | –          |
| جام لیگ‌ها                 | ۱     | –          |
| جام یو.اس. اوپن           | –     | ۱          |
| ساپورترز شیلد             | ۱     | –          |
| لیگ قهرمانان اروپا        | ۵     | –          |
| سوپرجام اروپا             | ۳     | ۱          |
| جام باشگاه‌های جهان        | ۳     | –          |
| مجموع باشگاهی             | ۴۰    | ۱۲         |
| ملی                       |       |            |
| جام جهانی                 | ۱     | ۱          |
| کوپا آمریکا               | ۲     | ۳          |
| جام قهرمانان کونمبول–یوفا | ۱     | –          |
| المپیک تابستانی           | ۱     | –          |
| جام جهانی زیر ۲۰ سال      | ۱     | –          |
| مجموع ملی                 | ۶     | ۴          |
| مجموع کل                  | ۴۶    | ۱۶         |

### دوستانه

#### جام‌ها
- جام خوان گمپر (۱۲): ۲۰۰۶، ۲۰۰۷، ۲۰۱۰، ۲۰۱۱، ۲۰۱۳، ۲۰۱۴، ۲۰۱۵، ۲۰۱۶، ۲۰۱۷، ۲۰۱۸، ۲۰۱۹، ۲۰۲۰
- جام رامون ده کارانزا: ۲۰۰۵
- جام فرانتس بکن‌باوئر: ۲۰۰۷
- جام پاریس: ۲۰۱۲
- جام قهرمانان تابستان: ۲۰۱۲
- جام بین‌المللی قهرمانان: ۲۰۱۷
- جام نلسون ماندلا: ۲۰۱۸

#### رقابت‌ها
- کوپا تایمز هند: ۲۰۱۱
- سوپرکلاسیکو دلاس آمریکاس (۲): ۲۰۱۷، ۲۰۱۹
- جام سان خوآن: ۲۰۱۹

## افتخارات فردی

### انتخاب به عنوان بهترین بازیکن یا مهاجم

#### جهان
توپ طلا جایزه‌ای است که هر سال از سوی مجله فرانس فوتبال به بازیکنی که بهترین عملکرد را داشته باشد، تعلق می‌گیرد. بازیکن سال فوتبال جهان جایزه‌ای بود که از سال ۱۹۹۱، فیفا آن را هر سال به بهترین بازیکنان اهدا می‌کرد ولی از سال ۲۰۱۰ تا ۲۰۱۵، این دو جایزه به عنوان توپ طلای فیفا ادغام شدند که از سوی فیفا و فرانس فوتبال به بهترین بازیکن سال جهان داده می‌شد. از سال ۲۰۱۶ نیز فیفا به طور مستقل جوایز بهترین‌های فوتبال فیفا را اهدا می‌کند.

##### توپ طلا
| سال      | اول                                | دوم                                            | سوم                            |
| -------- | ---------------------------------- | ---------------------------------------------- | ------------------------------ |
| ۲۰۰۷     | کاکا (میلان)                       | کریستیانو رونالدو (منچستر یونایتد)             | لیونل مسی (بارسلونا)           |
| امتیازات | ۴۴۴                                | ۲۷۷                                            | ۲۵۵                            |
| ۲۰۰۸     | کریستیانو رونالدو (منچستر یونایتد) | لیونل مسی (بارسلونا)                           | فرناندو تورس (لیورپول)         |
| امتیازات | ۴۴۶                                | ۲۸۱                                            | ۱۷۹                            |
| ۲۰۰۹     | لیونل مسی (بارسلونا)               | کریستیانو رونالدو (منچستر یونایتد/رئال مادرید) | ژاوی (بارسلونا)                |
| امتیازات | ۴۷۳                                | ۲۳۳                                            | ۱۷۰                            |
| ۲۰۱۶     | کریستیانو رونالدو (رئال مادرید)    | لیونل مسی (بارسلونا)                           | آنتوان گریزمن (اتلتیکو مادرید) |
| امتیازات | ۷۴۵                                | ۳۱۶                                            | ۱۹۸                            |
| ۲۰۱۷     | کریستیانو رونالدو (رئال مادرید)    | لیونل مسی (بارسلونا)                           | نیمار (بارسلونا/پاری سن ژرمن)  |
| امتیازات | ۹۴۶                                | ۶۷۰                                            | ۳۶۱                            |
| ۲۰۱۹     | لیونل مسی (بارسلونا)               | ویرجیل فن دایک (لیورپول)                       | کریستیانو رونالدو (یوونتوس)    |
| امتیازات | ۶۸۶                                | ۶۷۹                                            | ۴۷۶                            |
| ۲۰۲۱     | لیونل مسی (بارسلونا/پاری سن ژرمن)  | روبرت لواندوفسکی (بایرن مونیخ)                 | جورجینیو (چلسی)                |
| امتیازات | ۶۱۳                                | ۵۸۰                                            | ۴۶۰                            |
| ۲۰۲۳     | لیونل مسی (اینتر میامی)            | ارلینگ هالند (منچستر سیتی)                     | کیلیان امباپه(پاری سن ژرمن)    |
| امتیازات | ۴۶۲                                | ۳۵۷                                            | ۲۷۰                            |

##### توپ طلای فیفا
| سال      | اول                             | دوم                             | سوم                       |
| -------- | ------------------------------- | ------------------------------- | ------------------------- |
| ۲۰۱۰     | لیونل مسی (بارسلونا)            | آندرس اینیستا (بارسلونا)        | ژاوی (بارسلونا)           |
| درصد آرا | ۲۲٫۶۵٪                          | ۱۷٫۳۶٪                          | ۱۶٫۴۸٪                    |
| ۲۰۱۱     | لیونل مسی (بارسلونا)            | کریستیانو رونالدو (رئال مادرید) | ژاوی (بارسلونا)           |
| درصد آرا | ۴۷٫۸۸٪                          | ۲۱٫۶۰٪                          | ۹٫۲۳٪                     |
| ۲۰۱۲     | لیونل مسی (بارسلونا)            | کریستیانو رونالدو (رئال مادرید) | آندرس اینیستا (بارسلونا)  |
| درصد آرا | ۴۱٫۶۰٪                          | ۲۳٫۶۸٪                          | ۱۰٫۹۱٪                    |
| ۲۰۱۳     | کریستیانو رونالدو (رئال مادرید) | لیونل مسی (بارسلونا)            | فرانک ریبری (بایرن مونیخ) |
| درصد آرا | ۲۷٫۹۹٪                          | ۲۴٫۷۲٪                          | ۲۳٫۳۹٪                    |
| ۲۰۱۴     | کریستیانو رونالدو (رئال مادرید) | لیونل مسی (بارسلونا)            | مانوئل نویر (بایرن مونیخ) |
| درصد آرا | ۳۷٫۶۶٪                          | ۱۵٫۷۶٪                          | ۱۵٫۷۲٪                    |
| ۲۰۱۵     | لیونل مسی (بارسلونا)            | کریستیانو رونالدو (رئال مادرید) | نیمار (بارسلونا)          |
| درصد آرا | ۴۱٫۳۳٪                          | ۲۷٫۷۶٪                          | ۷٫۸۶٪                     |

##### بازیکن سال فوتبال جهان
| سال      | اول                                | دوم                                            | سوم                                |
| -------- | ---------------------------------- | ---------------------------------------------- | ---------------------------------- |
| ۲۰۰۷     | کاکا (آ.ث. میلان)                  | لیونل مسی (بارسلونا)                           | کریستیانو رونالدو (منچستر یونایتد) |
| امتیازات | ۱۰۴۷                               | ۵۰۴                                            | ۴۲۶                                |
| ۲۰۰۸     | کریستیانو رونالدو (منچستر یونایتد) | لیونل مسی (بارسلونا)                           | فرناندو تورس (لیورپول)             |
| امتیازات | ۹۳۵                                | ۶۷۸                                            | ۲۰۳                                |
| ۲۰۰۹     | لیونل مسی (بارسلونا)               | کریستیانو رونالدو (منچستر یونایتد/رئال مادرید) | ژاوی (بارسلونا)                    |
| امتیازات | ۱۰۷۳                               | ۳۵۲                                            | ۱۹۶                                |

##### بهترین بازیکن مرد فیفا
| سال      | اول                                  | دوم                               | سوم                            |
| -------- | ------------------------------------ | --------------------------------- | ------------------------------ |
| ۲۰۱۶     | کریستیانو رونالدو (رئال مادرید)      | لیونل مسی (بارسلونا)              | آنتوان گریزمن (اتلتیکو مادرید) |
| درصد آرا | ۳۴٫۵۴٪                               | ۲۶٫۴۲٪                            | ۷٫۵۳٪                          |
| ۲۰۱۷     | کریستیانو رونالدو (رئال مادرید)      | لیونل مسی (بارسلونا)              | نیمار (بارسلونا/پاری سن ژرمن)  |
| درصد آرا | ۴۳٫۱۶٪                               | ۱۹٫۲۵٪                            | ۶٫۹۷٪                          |
| ۲۰۱۹     | لیونل مسی (بارسلونا)                 | ویرجیل فن دایک (لیورپول)          | کریستیانو رونالدو (یوونتوس)    |
| امتیازات | ۴۶                                   | ۳۸                                | ۳۶                             |
| ۲۰۲۰     | روبرت لواندوفسکی (بایرن مونیخ)       | کریستیانو رونالدو (یوونتوس)       | لیونل مسی (بارسلونا)           |
| امتیازات | ۵۲                                   | ۳۸                                | ۳۵                             |
| ۲۰۲۱     | روبرت لواندوفسکی (بایرن مونیخ)       | لیونل مسی (بارسلونا/پاری سن ژرمن) | محمد صلاح (لیورپول)            |
| امتیازات | ۴۸                                   | ۴۴                                | ۳۹                             |
| ۲۰۲۲     | لیونل مسی (پاری سن ژرمن)             | کیلیان امباپه (پاری سن ژرمن)      | کریم بنزما (رئال مادرید)       |
| امتیازات | ۵۲                                   | ۴۴                                | ۳۴                             |
| ۲۰۲۳     | لیونل مسی (پاری سن ژرمن/اینتر میامی) | ارلینگ هالند (منچستر سیتی)        | کیلیان امباپه (پاری سن ژرمن)   |
| امتیازات | ۴۸                                   | ۴۸                                | ۳۵                             |

##### بهترین بازیکن جام جهانی فوتبال
| سال  | توپ طلا   | توپ نقره      | توپ برنز    | منبع   |
| ---- | --------- | ------------- | ----------- | ------ |
| ۲۰۱۴ | لیونل مسی | توماس مولر    | آرین روبن   | [ ۱۶ ] |
| ۲۰۲۲ | لیونل مسی | کیلیان امباپه | لوکا مودریچ | [ ۱۷ ] |

##### بهترین بازیکن کوپا آمریکا
| سال  | جایزه باارزش‌ترین بازیکن/توپ طلا | منبع   |
| ---- | ------------------------------- | ------ |
| ۲۰۱۵ | لیونل مسی                       | [ ۱۸ ] |
| ۲۰۲۱ | لیونل مسی                       | [ ۱۹ ] |

##### بهترین بازیکن جام باشگاه‌های جهان
| سال  | توپ طلا                | توپ نقره                       | توپ برنز                 | منبع   |
| ---- | ---------------------- | ------------------------------ | ------------------------ | ------ |
| ۲۰۰۹ | لیونل مسی (بارسلونا)   | خوان سباستین ورون (استودیانتس) | ژاوی (بارسلونا)          | [ ۲۰ ] |
| ۲۰۱۱ | لیونل مسی (بارسلونا)   | ژاوی (بارسلونا)                | نیمار (سانتوس)           | [ ۲۱ ] |
| ۲۰۱۵ | لوییس سوارز (بارسلونا) | لیونل مسی (بارسلونا)           | آندرس اینیستا (بارسلونا) | [ ۲۲ ] |

##### بهترین بازیکنجام جهانی جوانان
| سال  | توپ طلا   | منبع   |
| ---- | --------- | ------ |
| ۲۰۰۵ | لیونل مسی | [ ۲۳ ] |

##### بهترین بازیکن جوان کوپا آمریکا
| سال  | توپ طلا   | منبع   |
| ---- | --------- | ------ |
| ۲۰۰۷ | لیونل مسی | [ ۲۳ ] |

##### سایر
| نهاد/نشریه/رسانه                       | رده‌بندی/جایزه                                        | سال                                                                                            | منبع                                      |
| -------------------------------------- | ---------------------------------------------------- | ---------------------------------------------------------------------------------------------- | ----------------------------------------- |
| مارکا                                  | بهترین بازیکن تاریخ فوتبال                           | ۲۰۲۴                                                                                           | [ ۲۴ ]                                    |
| ایندیپندنت                             | بهترین بازیکن قرن بیست و یکم جهان                    | ۲۰۱۹                                                                                           | [ ۲۵ ]                                    |
| فورفورتو                               | بهترین بازیکن تاریخ فوتبال                           | ۲۰۲۲                                                                                           | [ ۲۶ ]                                    |
| فورفورتو                               | بهترین بازیکن ۲۵ سال اخیر جهان                       | ۲۰۱۹–۱۹۹۴                                                                                      | [ ۲۷ ]                                    |
| فورفورتو                               | بهترین بازیکن در رده‌بندی صد بازیکن برتر سال جهان     | (۸): ۲۰۰۹، ۲۰۱۰، ۲۰۱۱، ۲۰۱۲، ۲۰۱۵، ۲۰۱۷، ۲۰۱۸، ۲۰۱۹                                            | [ ۲۸ ] [ ۲۹ ] [ ۳۰ ] [ ۳۱ ] [ ۳۲ ]        |
| فدراسیون بین‌المللی تاریخ و آمار فوتبال | بهترین بازیکن مرد تاریخ فوتبال                       | ۲۰۲۵                                                                                           | [ ۳۳ ]                                    |
| فدراسیون بین‌المللی تاریخ و آمار فوتبال | بهترین بازیکن مرد دههٔ ۲۰۱۰ جهان                      | ۲۰۲۰–۲۰۱۱                                                                                      | [ ۳۴ ]                                    |
| فدراسیون بین‌المللی تاریخ و آمار فوتبال | بهترین بازیکن مرد دههٔ ۲۰۱۰ کونمبول                   | ۲۰۲۰–۲۰۱۱                                                                                      | [ ۳۵ ]                                    |
| فدراسیون بین‌المللی تاریخ و آمار فوتبال | بهترین وینگر چپ مرد سال جهان                         | ۲۰۲۰                                                                                           | [ ۳۶ ]                                    |
| فدراسیون بین‌المللی تاریخ و آمار فوتبال | بهترین بازیکن سال کونمبول                            | ۲۰۲۰                                                                                           | [ ۳۷ ]                                    |
| فدراسیون بین‌المللی تاریخ و آمار فوتبال | بهترین بازیکن مرد جهان                               | ۲۰۲۲                                                                                           |                                           |
| ورلد ساکر                              | بهترین بازیکن سال جهان                               | (۵): ۲۰۰۹، ۲۰۱۱، ۲۰۱۲، ۲۰۱۵، ۲۰۱۹، ۲۰۲۲                                                        | [ ۳۸ ] [ ۳۹ ] [ ۴۰ ] [ ۴۱ ]               |
| ورلد ساکر                              | بهترین بازیکن جوان سال جهان                          | (۳): ۲۰۰۶، ۲۰۰۷، ۲۰۰۸                                                                          | [ ۴۲ ]                                    |
| گل                                     | بهترین بازیکن سال جهان (جایزه گل ۵۰)                 | (۶): ۲۰۰۹، ۲۰۱۱، ۲۰۱۳، ۲۰۱۵، ۲۰۲۱، ۲۰۲۲                                                        | [ ۴۳ ] [ ۴۴ ] [ ۴۵ ]                      |
| گاردین                                 | فوتبالیست برتر در رده‌بندی صد فوتبالیست مرد برتر جهان | (۵): ۲۰۱۲، ۲۰۱۳، ۲۰۱۵، ۲۰۱۷، ۲۰۱۹                                                              | [ ۴۶ ] [ ۴۷ ] [ ۴۸ ] [ ۴۹ ] [ ۵۰ ]        |
| ای‌اس‌پی‌ان                               | بهترین بازیکن فوتبال بین‌المللی مردان سال جهان        | ۲۰۱۹                                                                                           | [ ۵۱ ]                                    |
| ای‌اس‌پی‌ان                               | مهاجم شماره یک سال جهان (ای‌اس‌پی‌ان اف‌سی ۱۰۰)          | (۶): ۲۰۱۶، ۲۰۱۷، ۲۰۱۸، ۲۰۱۹، ۲۰۲۰، ۲۰۲۱                                                        | [ ۵۲ ] [ ۵۳ ] [ ۵۴ ] [ ۵۵ ] [ ۵۶ ] [ ۵۷ ] |
| جوایز گلوب ساکر                        | بهترین بازیکن سال جهان                               | ۲۰۱۵                                                                                           | [ ۵۸ ]                                    |
| ۴۳۳                                    | بهترین بازیکن سال جهان (انگشتر ۴۳۳)                  | ۲۰۲۱                                                                                           | [ ۵۹ ] [ ۶۰ ]                             |
| انجمن روزنامه‌نگاران ورزشی آرژانتین     | بازیکن سال فوتبال آرژانتین                           | (۱۵): ۲۰۰۵، ۲۰۰۷، ۲۰۰۸، ۲۰۰۹، ۲۰۱۰، ۲۰۱۱، ۲۰۱۲، ۲۰۱۳، ۲۰۱۵، ۲۰۱۶، ۲۰۱۷، ۲۰۱۹، ۲۰۲۰، ۲۰۲۱، ۲۰۲۲ | [ ۶۱ ]                                    |
| فیف‌پرو                                 | بهترین بازیکن جوان سال جهان                          | (۳): ۲۰۰۶، ۲۰۰۷، ۲۰۰۸                                                                          | [ ۶۲ ]                                    |

#### اروپا

##### بهترین بازیکن سال اروپا
| فصل      | اول                             | دوم                                                          | سوم                             | منبع   |
| -------- | ------------------------------- | ------------------------------------------------------------ | ------------------------------- | ------ |
| ۱۱–۲۰۱۰  | لیونل مسی (بارسلونا)            | ژاوی (بارسلونا)                                              | کریستیانو رونالدو (رئال مادرید) | [ ۶۳ ] |
| امتیازات | ۳۹                              | ۱۱                                                           | ۳                               | [ ۶۳ ] |
| ۱۲–۲۰۱۱  | آندرس اینیستا (بارسلونا)        | لیونل مسی – کریستیانو رونالدو(بارسلونا – رئال مادرید)(مشترک) | —                               | [ ۶۴ ] |
| امتیازات | ۱۹                              | ۱۷                                                           | —                               | [ ۶۴ ] |
| ۱۳–۲۰۱۲  | فرانک ریبری (بایرن مونیخ)       | لیونل مسی (بارسلونا)                                         | کریستیانو رونالدو (رئال مادرید) | [ ۶۵ ] |
| امتیازات | ۳۶                              | ۱۴                                                           | ۳                               | [ ۶۵ ] |
| ۱۵–۲۰۱۴  | لیونل مسی (بارسلونا)            | لوییس سوارز (بارسلونا)                                       | کریستیانو رونالدو (رئال مادرید) | [ ۶۶ ] |
| امتیازات | ۴۹                              | ۳                                                            | ۲                               | [ ۶۶ ] |
| ۱۷–۲۰۱۶  | کریستیانو رونالدو (رئال مادرید) | لیونل مسی (بارسلونا)                                         | جانلوئیجی بوفون (یوونتوس)       | [ ۶۷ ] |
| امتیازات | ۴۸۲                             | ۱۴۱                                                          | ۱۰۹                             | [ ۶۷ ] |
| ۱۹–۲۰۱۸  | ویرجیل فن دایک (لیورپول)        | لیونل مسی (بارسلونا)                                         | کریستیانو رونالدو (یوونتوس)     | [ ۶۸ ] |
| امتیازات | ۳۰۵                             | ۲۰۷                                                          | ۷۴                              | [ ۶۸ ] |
| ۲۳–۲۰۲۲  | ارلینگ هالند (منچستر سیتی)      | لیونل مسی (پاری سن ژرمن)                                     | کوین دی بروینه (منچستر سیتی)    |        |
| امتیازات | ۳۵۲                             | ۲۲۷                                                          | ۲۲۵                             |        |

##### بهترین بازیکن باشگاهی سال اروپا
| سال     | اول                  | دوم             | سوم                                | منبع   |
| ------- | -------------------- | --------------- | ---------------------------------- | ------ |
| ۰۹–۲۰۰۸ | لیونل مسی (بارسلونا) | ژاوی (بارسلونا) | کریستیانو رونالدو (منچستر یونایتد) | [ ۶۹ ] |

##### بهترین مهاجم سال اروپا
| سال                                 | اول                             | دوم                           | سوم                             | منبع                          |
| بهترین مهاجم باشگاهی سال یوفا       | بهترین مهاجم باشگاهی سال یوفا   | بهترین مهاجم باشگاهی سال یوفا | بهترین مهاجم باشگاهی سال یوفا   | بهترین مهاجم باشگاهی سال یوفا |
| ----------------------------------- | ------------------------------- | ----------------------------- | ------------------------------- | ----------------------------- |
| ۰۸–۲۰۰۷                             | کریستیانو رونالدو (رئال مادرید) | لیونل مسی (بارسلونا)          | دیدیه دروگبا (چلسی)             | [ ۷۰ ]                        |
| ۰۹–۲۰۰۸                             | لیونل مسی (بارسلونا)            | ساموئل اتوئو (بارسلونا)       | کریستیانو رونالدو (رئال مادرید) | [ ۷۱ ]                        |
| بهترین مهاجم فصل لیگ قهرمانان اروپا |                                 |                               |                                 |                               |
| ۱۷–۲۰۱۶                             | کریستیانو رونالدو (رئال مادرید) | لیونل مسی (بارسلونا)          | پائولو دیبالا (یوونتوس)         | [ ۷۲ ]                        |
| امتیازات                            | ۳۵۹                             | ۱۴۷                           | ۶۴                              | [ ۷۲ ]                        |
| ۱۸–۲۰۱۷                             | کریستیانو رونالدو (رئال مادرید) | محمد صلاح (لیورپول)           | لیونل مسی (بارسلونا)            | [ ۷۳ ]                        |
| امتیازات                            | ۲۸۷                             | ۲۱۸                           | ۴۳                              | [ ۷۳ ]                        |
| ۱۹–۲۰۱۸                             | لیونل مسی (بارسلونا)            | سادیو مانه (لیورپول)          | کریستیانو رونالدو (یوونتوس)     | [ ۷۴ ]                        |
| امتیازات                            | ۲۸۵                             | ۱۰۹                           | ۹۱                              | [ ۷۴ ]                        |

##### سایر
- بهترین بازیکن هفته لیگ قهرمانان اروپا (۱۰ هفته): ۱۷–۲۰۱۶، ۱۸–۲۰۱۷، ۱۹–۲۰۱۸[۷۵]
- اونز طلایی (۴): ۱۰–۲۰۰۹، ۱۱–۲۰۱۰، ۱۲–۲۰۱۱، ۱۸–۲۰۱۷[۷۶] و اونز نقره‌ای (۴): ۲۰۰۸، ۱۷–۲۰۱۶، ۱۹–۲۰۱۸، ۲۱–۲۰۲۰
- بهترین بازیکن سال اروپا ال پائیس (۴): ۲۰۰۹، ۲۰۱۰، ۲۰۱۱، ۲۰۱۲[۷۷]
- جایزه براوو: ۲۰۰۷[۷۸]
- پسر طلایی: ۲۰۰۵[۷۹]

#### اسپانیا
| جایزه/رده‌بندی                                                      | فصل/سال                                                                                                | منبع                                                    |
| لا لیگا                                                            | لا لیگا                                                                                                | لا لیگا                                                 |
| ------------------------------------------------------------------ | --- | ------------------------------------------------------- |
| بهترین بازیکن لا لیگا                                              | (۶): ۰۹–۲۰۰۸، ۱۰–۲۰۰۹، ۱۱–۲۰۱۰، ۱۲–۲۰۱۱، ۱۳–۲۰۱۲، ۱۵–۲۰۱۴                                              | [ ۸۰ ]                                                  |
| بهترین بازیکن ماه لا لیگا                                          | (۸): ژانویه ۲۰۱۶، آوریل ۲۰۱۷، آوریل ۲۰۱۸، سپتامبر ۲۰۱۸، مارس ۲۰۱۹، نوامبر ۲۰۱۹، فوریه ۲۰۲۰، فوریه ۲۰۲۱ | [ ۸۱ ] [ ۸۲ ] [ ۸۳ ] [ ۸۴ ] [ ۸۵ ] [ ۸۶ ] [ ۸۷ ] [ ۸۸ ] |
| بهترین بازیکن فصل لا لیگا                                          | (۳): ۱۷–۲۰۱۶، ۱۸–۲۰۱۷، ۱۹–۲۰۱۸                                                                         | [ ۸۹ ] [ ۹۰ ] [ ۹۱ ] [ ۹۲ ] [ ۹۳ ] [ ۹۴ ]               |
| جایزه بهترین مهاجم لا لیگا                                         | (۷): ۰۹–۲۰۰۸، ۱۰–۲۰۰۹، ۱۱–۲۰۱۰، ۱۲–۲۰۱۱، ۱۳–۲۰۱۲، ۱۵–۲۰۱۴، ۱۶–۲۰۱۵                                     | [ ۸۹ ] [ ۹۰ ] [ ۹۱ ] [ ۹۲ ] [ ۹۳ ] [ ۹۴ ] [ ۹۵ ]        |
| بارسلونا                                                           | |                                                         |
| جایزه آلدو روویرا (بازیکن برگزیده فصل بارسلونا)                    | (۶):۱۰–۲۰۰۹، ۱۱–۲۰۱۰، ۱۳–۲۰۱۲، ۱۵–۲۰۱۴، ۱۷–۲۰۱۶، ۱۸–۲۰۱۷                                               | [ ۹۶ ] [ ۹۷ ] [ ۹۸ ]                                    |
| جایزه باارزش‌ترین بازیکن جام خوان گمپر                              | (۴): ۲۰۱۳، ۲۰۱۴، ۲۰۱۶، ۲۰۱۸                                                                            | [ ۹۹ ] [ ۱۰۰ ] [ ۱۰۱ ] [ ۱۰۲ ]                          |
| جایزه بازیکنان بارسا                                               | ۱۶–۲۰۱۵                                                                                                | [ ۱۰۳ ]                                                 |
| سایر                                                               | |                                                         |
| جایزه آلفردو دی‌ استفانو (بهترین بازیکن فصل لالیگا به انتخاب مارکا) | (۷): ۰۹–۲۰۰۸، ۱۰–۲۰۰۹، ۱۱–۲۰۱۰، ۱۵–۲۰۱۴، ۱۷–۲۰۱۶، ۱۸–۲۰۱۷، ۱۹–۲۰۱۸                                     | [ ۱۰۴ ] [ ۱۰۵ ] [ ۱۰۶ ] [ ۱۰۷ ] [ ۱۰۸ ] [ ۱۰۹ ]         |
| جایزه افه (برجسته‌ترین بازیکن آمریکای لاتین در اسپانیا)             | (۵): ۰۷–۲۰۰۶، ۰۹–۲۰۰۸، ۱۰–۲۰۰۹، ۱۱–۲۰۱۰، ۱۲–۲۰۱۱                                                       | [ ۱۱۰ ] [ ۱۱۱ ]                                         |
| جایزه دون بالون (بهترین بازیکن غیراسپانیایی در لا لیگا)            | (۳): ۰۷–۲۰۰۶، ۰۹–۲۰۰۸، ۱۰–۲۰۰۹                                                                         | [ ۱۱۲ ]                                                 |
| جایزه موندو دپورتیوو (باارزش‌ترین بازیکن لا لیگا)                   | (۲): ۱۸–۲۰۱۷، ۱۹–۲۰۱۸                                                                                  | [ ۱۱۳ ] [ ۱۱۴ ]                                         |

#### سایر
| جایزه/رده‌بندی                 | فصل/سال                                          | منبع                    |
| لیگ ۱                         | لیگ ۱                                            | لیگ ۱                   |
| ----------------------------- | ------------------------------------------------ | ----------------------- |
| بهترین بازیکن ماه لیگ ۱       | سپتامبر ۲۰۲۲                                     | [ ۱۱۵ ]                 |
| بهترین بازیکن خارجی فصل لیگ ۱ | ۲۳–۲۰۲۲                                          | [ ۱۱۶ ]                 |
| ام‌ال‌اس                        |                                                  |                         |
| بهترین بازیکن ماه ام‌ال‌اس      | (۴): آوریل ۲۰۲۴، اکتبر ۲۰۲۴، می ۲۰۲۵، جولای ۲۰۲۵ | [ ۱۱۷ ] [ ۱۱۸ ] [ ۱۱۹ ] |
| بهترین بازیکن سال ام‌ال‌اس      | ۲۰۲۴                                             | [ ۱۲۰ ]                 |
| آمریکا                        |                                                  |                         |
| بهترین بازیکن جام لیگ‌ها       | ۲۰۲۳                                             | [ ۱۲۱ ]                 |

### انتخاب به عنوان بهترین بازیساز
| توسط                                   | رده‌بندی/جایزه                      | سال       | نتیجه    | منبع    |
| -------------------------------------- | ---------------------------------- | --------- | -------- | ------- |
| فدراسیون بین‌المللی تاریخ و آمار فوتبال | بهترین بازی‌ساز مرد سال جهان        | ۲۰۰۷      | نامزدشده | [ ۱۲۲ ] |
| فدراسیون بین‌المللی تاریخ و آمار فوتبال | بهترین بازی‌ساز مرد سال جهان        | ۲۰۰۸      | نامزدشده | [ ۱۲۳ ] |
| فدراسیون بین‌المللی تاریخ و آمار فوتبال | بهترین بازی‌ساز مرد سال جهان        | ۲۰۰۹      | نامزدشده | [ ۱۲۴ ] |
| فدراسیون بین‌المللی تاریخ و آمار فوتبال | بهترین بازی‌ساز مرد سال جهان        | ۲۰۱۱      | نامزدشده | [ ۱۲۵ ] |
| فدراسیون بین‌المللی تاریخ و آمار فوتبال | بهترین بازی‌ساز مرد سال جهان        | ۲۰۱۲      | نامزدشده | [ ۱۲۶ ] |
| فدراسیون بین‌المللی تاریخ و آمار فوتبال | بهترین بازی‌ساز مرد سال جهان        | ۲۰۱۴      | نامزدشده | [ ۱۲۷ ] |
| فدراسیون بین‌المللی تاریخ و آمار فوتبال | بهترین بازی‌ساز مرد سال جهان        | ۲۰۱۵      | برنده    | [ ۱۲۸ ] |
| فدراسیون بین‌المللی تاریخ و آمار فوتبال | بهترین بازی‌ساز مرد سال جهان        | ۲۰۱۶      | برنده    | [ ۱۲۸ ] |
| فدراسیون بین‌المللی تاریخ و آمار فوتبال | بهترین بازی‌ساز مرد سال جهان        | ۲۰۱۷      | برنده    | [ ۱۲۸ ] |
| فدراسیون بین‌المللی تاریخ و آمار فوتبال | بهترین بازی‌ساز مرد سال جهان        | ۲۰۱۸      | نامزدشده | [ ۱۲۹ ] |
| فدراسیون بین‌المللی تاریخ و آمار فوتبال | بهترین بازی‌ساز مرد سال جهان        | ۲۰۱۹      | برنده    | [ ۱۲۸ ] |
| فدراسیون بین‌المللی تاریخ و آمار فوتبال | بهترین بازی‌ساز مرد سال جهان        | ۲۰۲۰      | نامزدشده | [ ۱۳۰ ] |
| فدراسیون بین‌المللی تاریخ و آمار فوتبال | بهترین بازی‌ساز مرد سال جهان        | ۲۰۲۱      | نامزدشده | [ ۱۳۱ ] |
| فدراسیون بین‌المللی تاریخ و آمار فوتبال | بهترین بازی‌ساز مرد سال جهان        | ۲۰۲۲      | برنده    | [ ۱۳۲ ] |
| فدراسیون بین‌المللی تاریخ و آمار فوتبال | بهترین بازی‌ساز مرد سال جهان        | ۲۰۲۳      | نامزدشده | [ ۱۳۳ ] |
| فدراسیون بین‌المللی تاریخ و آمار فوتبال | بهترین بازی‌ساز مرد سال جهان        | ۲۰۲۴      | نامزدشده | [ ۱۳۴ ] |
| فدراسیون بین‌المللی تاریخ و آمار فوتبال | بهترین بازی‌ساز دهه ۲۰۱۰ جهان       | ۲۰۲۰–۲۰۱۱ | برنده    | [ ۱۳۵ ] |
| فدراسیون بین‌المللی تاریخ و آمار فوتبال | بهترین بازی‌ساز قرن بیست و یکم جهان | ۲۰۲۰–۲۰۰۶ | برنده    | [ ۱۲۸ ] |

### گلزنی

#### کفش طلای اروپا
کفش طلای اروپا هر فصل به بهترین گلزن اروپا تعلق می‌گیرد. گلزن برتر از میان بهترین گلزنان پنج لیگ برتر اروپا که با توجه به رتبه‌های ضرایب یوفا امتیازدهی شده، انتخاب می‌شود. مسی اولین و تنها بازیکنی است که شش بار موفق به کسب این جایزه شده و همچنین تنها کسی است که با کسب ۱۰۰ امتیاز (در فصل ۱۲–۲۰۱۱) رکورد آن را به دست آورده‌است.
| # | فصل     | گل‌ها | امتیازات | منبع    |
| - | ------- | ---- | -------- | ------- |
| ۱ | ۱۰–۲۰۰۹ | ۳۴   | ۶۸       | [ ۱۳۹ ] |
| ۲ | ۱۲–۲۰۱۱ | ۵۰   | ۱۰۰      | [ ۱۳۹ ] |
| ۳ | ۱۳–۲۰۱۲ | ۴۶   | ۹۲       | [ ۱۳۹ ] |
| ۴ | ۱۷–۲۰۱۶ | ۳۷   | ۷۴       | [ ۱۳۹ ] |
| ۵ | ۱۸–۲۰۱۷ | ۳۴   | ۶۸       | [ ۱۳۹ ] |
| ۶ | ۱۹–۲۰۱۸ | ۳۶   | ۷۲       | [ ۱۳۹ ] |

#### بهترین گلزنلیگ قهرمانان اروپا
تا تاریخ سپتامبر ۲۰۲۱
| فصل     | بازیکن(ها)        | باشگاه(ها)  | گل‌ها |
| ------- | ----------------- | ----------- | ---- |
| ۰۹–۲۰۰۸ | لیونل مسی         | بارسلونا    | ۷    |
| ۱۰–۲۰۰۹ | لیونل مسی         | بارسلونا    | ۸    |
| ۱۱–۲۰۱۰ | لیونل مسی         | بارسلونا    | ۱۲   |
| ۱۲–۲۰۱۱ | لیونل مسی         | بارسلونا    | ۱۴   |
| ۱۵–۲۰۱۴ | نیمار             | بارسلونا    | ۱۰   |
| ۱۵–۲۰۱۴ | کریستیانو رونالدو | رئال مادرید | ۱۰   |
| ۱۵–۲۰۱۴ | لیونل مسی         | بارسلونا    | ۱۰   |
| ۱۹–۲۰۱۸ | لیونل مسی         | بارسلونا    | ۱۲   |

| رتبه | بازیکن            | باشگاه                           | گل‌ها | بازی‌ها | سال‌ها      |
| ---- | ----------------- | -------------------------------- | ---- | ------ | ---------- |
| ۱    | کریستیانو رونالدو | منچستر یونایتدرئال مادریدیوونتوس | ۱۴۰  | ۱۸۳    | ۲۰۰۳–۲۰۲۲  |
| ۲    | لیونل مسی         | بارسلوناپاری سن ژرمن             | ۱۲۹  | ۱۶۳    | ۲۰۰۵–۲۰۲۳  |
| ۳    | رابرت لواندوفسکی  | دورتموندبایرن مونیخبارسلونا      | ۹۱   | ۱۱۱    | ۲۰۱۱–اکنون |
| ۴    | کریم بنزما        | لیونرئال مادرید                  | ۹۰   | ۱۵۲    | ۲۰۰۶–۲۰۲۳  |
| ۵    | رائول             | رئال مادریدشالکه                 | ۷۱   | ۱۴۴    | ۱۹۹۵–۲۰۱۱  |

#### بهترین گلزن لا لیگا
تا تاریخ مارس ۲۰۲۱
| جایزه پیچیچی (۸) | جایزه پیچیچی (۸) | جایزه پیچیچی (۸) | جایزه پیچیچی (۸) | جایزه پیچیچی (۸) |
| #                | فصل              | بازی‌ها           | گل‌ها             | منبع             |
| ---------------- | ---------------- | ---------------- | ---------------- | ---------------- |
| ۱                | ۱۰–۲۰۰۹          | ۳۴               | ۳۵               | [ ۱۴۱ ]          |
| ۲                | ۱۲–۲۰۱۱          | ۳۷               | ۵۰               | [ ۱۴۱ ]          |
| ۳                | ۱۳–۲۰۱۲          | ۳۲               | ۴۶               | [ ۱۴۱ ]          |
| ۴                | ۱۷–۲۰۱۶          | ۳۴               | ۳۷               | [ ۱۴۱ ]          |
| ۵                | ۱۸–۲۰۱۷          | ۳۶               | ۳۴               | [ ۱۴۱ ]          |
| ۶                | ۱۹–۲۰۱۸          | ۳۴               | ۳۶               | [ ۱۴۱ ]          |
| ۷                | ۲۰–۲۰۱۹          | ۳۳               | ۲۵               | [ ۱۴۱ ]          |
| ۸                | ۲۱–۲۰۲۰          | ۳۵               | ۳۰               | [ ۱۴۱ ]          |

| رتبه | بازیکن            | باشگاه         | گل‌ها | سال‌ها      | منبع    |
| ---- | ----------------- | -------------- | ---- | ---------- | ------- |
| ۱    | لیونل مسی         | بارسلونا       | ۴۷۴  | ۲۰۰۵–۲۰۲۰  | [ ۱۴۲ ] |
| ۲    | کریستیانو رونالدو | رئال مادرید    | ۳۱۱  | ۲۰۰۹–۲۰۱۸  | [ ۱۴۲ ] |
| ۳    | تلمو زارا         | اتلتیک بیلبائو | ۲۵۱  | ۱۹۴۰–۱۹۵۵  | [ ۱۴۲ ] |
| ۴    | کریم بنزما        | رئال مادرید    | ۲۳۶  | ۲۰۰۹–اکنون | [ ۱۴۲ ] |
| ۵    | هوگو سانچز        | رئال مادرید    | ۲۳۴  | ۱۹۸۱–۱۹۹۴  | [ ۱۴۲ ] |

#### هت‌تریک‌ها

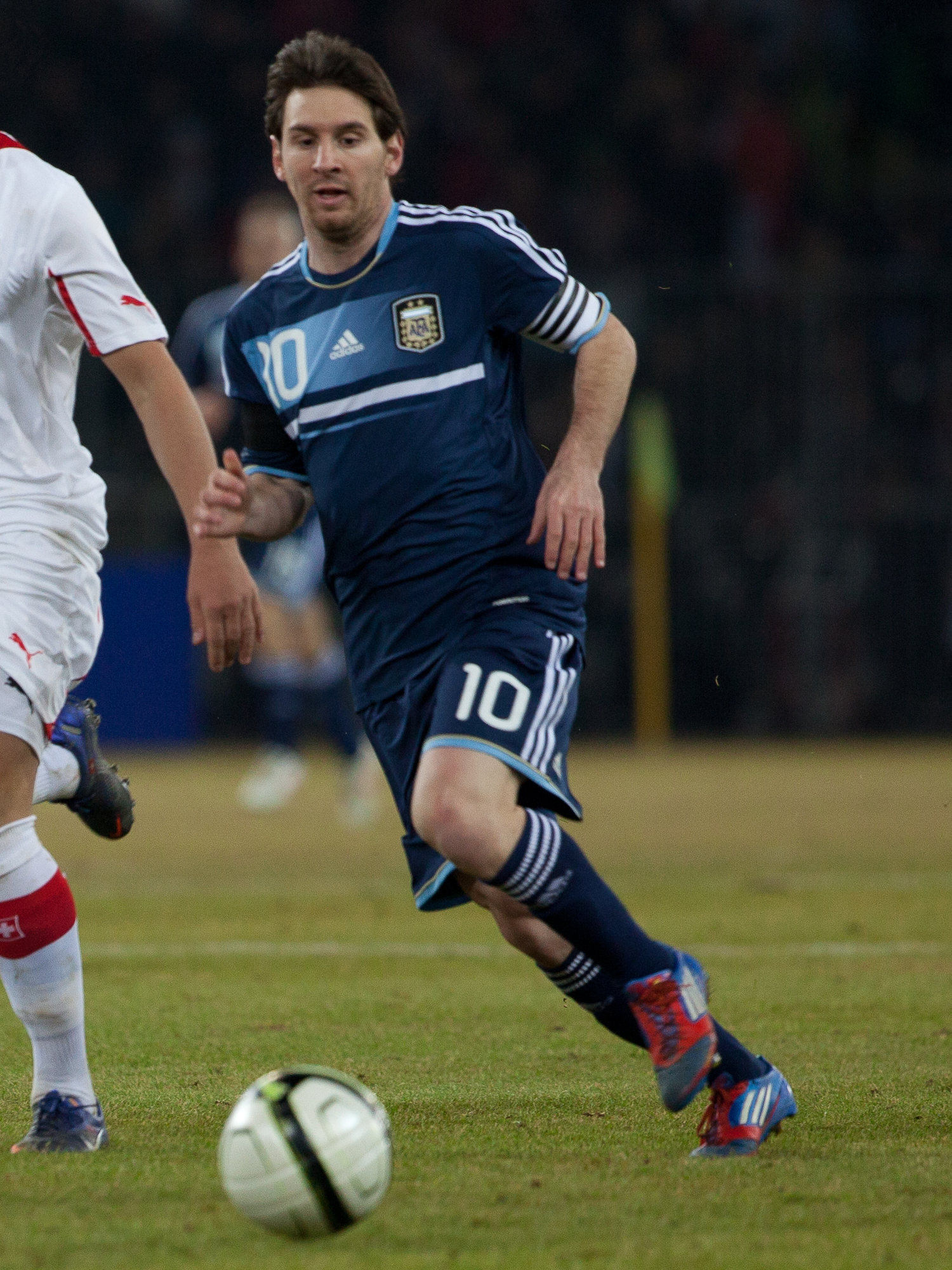
مسی در فوریه ۲۰۱۲ اولین هتریک ملی خود مقابل سوئیس را به ثمر رساند

| #  | برای        | مقابل              | نتیجه   | رقابت                      | تاریخ           | منبع    |
| -- | ----------- | ------------------ | ------- | -------------------------- | --------------- | ------- |
| ۱  | بارسلونا    | رئال مادرید        | ۳–۳ (خ) | لا لیگا ۰۷–۲۰۰۶            | ۱۰ مارس ۲۰۰۷    | [ ۱۴۴ ] |
| ۲  | بارسلونا    | اتلتیکو مادرید     | ۳–۱ (د) | کوپا دل ری ۰۹–۲۰۰۸         | ۶ ژانویه ۲۰۰۹   | [ ۱۴۵ ] |
| ۳  | بارسلونا    | تنریف              | ۵–۰ (د) | لا لیگا۱۰–۲۰۰۹             | ۱۰ ژانویه ۲۰۱۰  | [ ۱۴۶ ] |
| ۴  | بارسلونا    | والنسیا            | ۳–۰ (خ) | لا لیگا۱۰–۲۰۰۹             | ۱۴ مارس ۲۰۱۰    | [ ۱۴۷ ] |
| ۵  | بارسلونا    | ساراگوسا           | ۴–۲ (د) | لا لیگا۱۰–۲۰۰۹             | ۲۱ مارس ۲۰۱۰    | [ ۱۴۸ ] |
| ۶  | بارسلونا    | آرسنال۴            | ۴–۱ (خ) | لیگ قهرمانان اروپا ۱۰–۲۰۰۹ | ۶ آوریل ۲۰۱۰    | [ ۱۴۹ ] |
| ۷  | بارسلونا    | سویا               | ۴–۰ (خ) | سوپرکاپ اسپانیا ۲۰۱۰       | ۲۱ اوت ۲۰۱۰     | [ ۱۵۰ ] |
| ۸  | بارسلونا    | آلمریا             | ۸–۰ (د) | لا لیگا ۱۱–۲۰۱۰            | ۲۰ نوامبر ۲۰۱۰  | [ ۱۵۱ ] |
| ۹  | بارسلونا    | رئال بتیس          | ۵–۰ (خ) | کوپا دل ری ۰۹–۲۰۰۸         | ۱۲ ژانویه ۲۰۱۱  | [ ۱۵۲ ] |
| ۱۰ | بارسلونا    | اتلتیکو مادرید     | ۳–۰ (خ) | لا لیگا ۱۱–۲۰۱۰            | ۵ فوریه ۲۰۱۱    | [ ۱۵۳ ] |
| ۱۱ | بارسلونا    | اوساسونا           | ۸–۰ (خ) | لا لیگا ۱۱–۲۰۱۰            | ۱۷ سپتامبر ۲۰۱۱ | [ ۱۵۴ ] |
| ۱۲ | بارسلونا    | اتلتیکو مادرید     | ۵–۰ (خ) | لا لیگا ۱۱–۲۰۱۰            | ۲۴ سپتامبر ۲۰۱۱ | [ ۱۵۵ ] |
| ۱۳ | بارسلونا    | مایورکا            | ۵–۰ (خ) | لا لیگا ۱۱–۲۰۱۰            | ۲۹ اکتبر ۲۰۱۱   | [ ۱۵۴ ] |
| ۱۴ | بارسلونا    | ویکتوریا پلژن      | ۴–۰ (د) | لیگ قهرمانان اروپا ۱۲–۲۰۱۱ | ۱ نوامبر ۲۰۱۱   | [ ۱۵۶ ] |
| ۱۵ | بارسلونا    | مالاگا             | ۴–۱ (د) | لا لیگا ۱۱–۲۰۱۰            | ۲۲ ژانویه ۲۰۱۲  | [ ۱۵۷ ] |
| ۱۶ | بارسلونا    | والنسیا۴           | ۵–۱ (خ) | لا لیگا ۱۱–۲۰۱۰            | ۱۹ فوریه ۲۰۱۲   | [ ۱۵۴ ] |
| ۱۷ | آرژانتین    | سوئیس              | ۳–۱ (د) | دوستانه                    | ۲۹ فوریه ۲۰۱۲   | [ ۱۵۸ ] |
| ۱۸ | بارسلونا    | بایر لورکوزن۵      | ۷–۱ (خ) | لیگ قهرمانان اروپا ۱۲–۲۰۱۱ | ۷ مارس ۲۰۱۲     | [ ۱۵۹ ] |
| ۱۹ | بارسلونا    | گرانادا            | ۵–۳ (خ) | لا لیگا ۱۱–۲۰۱۰            | ۲۰ مارس ۲۰۱۲    | [ ۱۶۰ ] |
| ۲۰ | بارسلونا    | مالاگا             | ۴–۱ (خ) | لا لیگا ۱۱–۲۰۱۰            | ۲ مه ۲۰۱۲       | [ ۱۶۱ ] |
| ۲۱ | بارسلونا    | اسپانیول۴          | ۴–۰ (خ) | لا لیگا ۱۱–۲۰۱۰            | ۵ مه ۲۰۱۲       | [ ۱۶۲ ] |
| ۲۲ | آرژانتین    | برزیل              | ۴–۳ (د) | دوستانه                    | ۹ ژوئن ۲۰۱۲     | [ ۱۶۳ ] |
| ۲۳ | بارسلونا    | دیپورتیوو لاکرونیا | ۵–۴ (د) | لا لیگا ۱۳–۲۰۱۲            | ۲۰ اکتبر ۲۰۱۲   | [ ۱۶۴ ] |
| ۲۴ | بارسلونا    | اوساسونا۴          | ۵–۱ (خ) | لا لیگا ۱۳–۲۰۱۲            | ۲۷ ژانویه ۲۰۱۳  | [ ۱۶۴ ] |
| ۲۵ | آرژانتین    | گواتمالا           | ۴–۰ (خ) | دوستانه                    | ۱۴ ژوئن ۲۰۱۳    | [ ۱۶۵ ] |
| ۲۶ | بارسلونا    | والنسیا            | ۳–۲ (خ) | لا لیگا ۱۴–۲۰۱۳            | ۱ سپتامبر ۲۰۱۳  | [ ۱۶۶ ] |
| ۲۷ | بارسلونا    | آژاکس              | ۴–۰ (خ) | لیگ قهرمانان اروپا ۱۴–۲۰۱۳ | ۱۸ سپتامبر ۲۰۱۳ | [ ۱۶۷ ] |
| ۲۸ | بارسلونا    | اوساسونا           | ۷–۰ (خ) | لا لیگا ۱۴–۲۰۱۳            | ۱۶ مارس ۲۰۱۴    | [ ۱۶۸ ] |
| ۲۹ | بارسلونا    | رئال مادرید        | ۴–۳ (د) | لا لیگا ۱۴–۲۰۱۳            | ۲۳ مارس ۲۰۱۴    | [ ۱۶۹ ] |
| ۳۰ | بارسلونا    | سویا               | ۵–۱ (خ) | لا لیگا ۱۵–۲۰۱۴            | ۲۲ نوامبر ۲۰۱۴  | [ ۱۷۰ ] |
| ۳۱ | بارسلونا    | آپوئل              | ۴–۰ (د) | لیگ قهرمانان اروپا ۱۵–۲۰۱۴ | ۲۵ نوامبر ۲۰۱۴  | [ ۱۵۶ ] |
| ۳۲ | بارسلونا    | اسپانیول           | ۵–۱ (خ) | لا لیگا ۱۵–۲۰۱۴            | ۷ دسامبر ۲۰۱۴   | [ ۱۷۰ ] |
| ۳۳ | بارسلونا    | دیپورتیوو لاکرونیا | ۴–۰ (د) | لا لیگا ۱۵–۲۰۱۴            | ۱۸ ژانویه ۲۰۱۵  | [ ۱۷۰ ] |
| ۳۴ | بارسلونا    | لوانته             | ۵–۰ (خ) | لا لیگا ۱۵–۲۰۱۴            | ۱۵ فوریه ۲۰۱۵   | [ ۱۷۱ ] |
| ۳۵ | بارسلونا    | رایو وایکانو       | ۶–۱ (خ) | لا لیگا ۱۵–۲۰۱۴            | ۸ مارس ۲۰۱۵     | [ ۱۷۲ ] |
| ۳۶ | بارسلونا    | گرانادا            | ۴–۰ (خ) | لا لیگا ۱۶–۲۰۱۵            | ۹ ژانویه ۲۰۱۶   | [ ۱۷۳ ] |
| ۳۷ | بارسلونا    | والنسیا            | ۷–۰ (خ) | کوپا دل ری ۱۶–۲۰۱۵         | ۳ فوریه ۲۰۱۶    | [ ۱۷۴ ] |
| ۳۸ | بارسلونا    | رایو وایکانو       | ۵–۱ (د) | لا لیگا ۱۶–۲۰۱۵            | ۳ مارس ۲۰۱۶     | [ ۱۷۳ ] |
| ۳۹ | آرژانتین    | پاناما             | ۵–۰ (د) | کوپا آمریکای قرن           | ۱۰ ژوئن ۲۰۱۶    | [ ۱۷۵ ] |
| ۴۰ | بارسلونا    | سلتیک              | ۷–۰ (خ) | لیگ قهرمانان اروپا ۱۷–۲۰۱۶ | ۱۳ سپتامبر ۲۰۱۶ | [ ۱۵۶ ] |
| ۴۱ | بارسلونا    | منچستر سیتی        | ۴–۰ (خ) | لیگ قهرمانان اروپا ۱۷–۲۰۱۶ | ۱۹ اکتبر ۲۰۱۶   | [ ۱۵۶ ] |
| ۴۲ | بارسلونا    | اسپانیول           | ۵–۰ (خ) | لا لیگا ۱۸–۲۰۱۷            | ۹ سپتامبر ۲۰۱۷  | [ ۱۷۶ ] |
| ۴۳ | بارسلونا    | ایبار۴             | ۶–۱ (خ) | لا لیگا ۱۸–۲۰۱۷            | ۱۹ سپتامبر ۲۰۱۷ | [ ۱۷۶ ] |
| ۴۴ | آرژانتین    | اکوادور            | ۳–۱ (د) | مقدماتی جام جهانی ۲۰۱۸     | ۱۰ اکتبر ۲۰۱۷   | [ ۱۷۷ ] |
| ۴۵ | بارسلونا    | لگانس              | ۳–۱ (خ) | لا لیگا ۱۸–۲۰۱۷            | ۷ آوریل ۲۰۱۸    | [ ۱۷۶ ] |
| ۴۶ | بارسلونا    | دیپورتیوو لاکرونیا | ۴–۲ (د) | لا لیگا ۱۸–۲۰۱۷            | ۲۹ آوریل ۲۰۱۸   | [ ۱۷۶ ] |
| ۴۷ | آرژانتین    | هائیتی             | ۴–۰ (خ) | دوستانه                    | ۲۹ مه ۲۰۱۸      | [ ۱۷۸ ] |
| ۴۸ | بارسلونا    | پی‌اس‌وی آیندهوون    | ۴–۰ (خ) | لیگ قهرمانان اروپا ۱۹–۲۰۱۸ | ۱۸ سپتامبر ۲۰۱۸ | [ ۱۵۶ ] |
| ۴۹ | بارسلونا    | لوانته             | ۵–۰ (د) | لا لیگا ۱۹–۲۰۱۸            | ۱۶ دسامبر ۲۰۱۸  | [ ۱۷۹ ] |
| ۵۰ | بارسلونا    | سویا               | ۴–۲ (د) | لا لیگا ۱۹–۲۰۱۸            | ۲۳ فوریه ۲۰۱۹   | [ ۱۷۹ ] |
| ۵۱ | بارسلونا    | رئال بتیس          | ۴–۱ (د) | لا لیگا ۱۹–۲۰۱۸            | ۱۷ مارس ۲۰۱۹    | [ ۱۸۰ ] |
| ۵۲ | بارسلونا    | سلتاویگو           | ۴–۱ (خ) | لا لیگا ۲۰–۲۰۱۹            | ۹ نوامبر ۲۰۱۹   | [ ۱۸۱ ] |
| ۵۳ | بارسلونا    | مایورکا            | ۵–۲ (خ) | لا لیگا ۲۰–۲۰۱۹            | ۷ دسامبر ۲۰۱۹   | [ ۱۸۱ ] |
| ۵۴ | بارسلونا    | ایبار۴             | ۵–۰ (خ) | لا لیگا ۲۰–۲۰۱۹            | ۲۲ فوریه ۲۰۲۰   | [ ۱۸۱ ] |
| ۵۵ | آرژانتین    | بولیوی             | ۳–۰ (د) | مقدماتی جام جهانی ۲۰۲۲     | ۹ سپتامبر ۲۰۲۱  | [ ۱۸۲ ] |
| ۵۶ | آرژانتین    | استونی             | ۵–۰ (د) | دوستانه                    | ۲۲ ژوئن ۲۰۲۲    |         |
| ۵۷ | آرژانتین    | کوراسائو           | ۷–۰ (د) | دوستانه                    | ۲۸ مارس ۲۰۲۳    |         |
| ۵۸ | آرژانتین    | بولیوی             | ۶–۰ (خ) | مقدماتی جام جهانی ۲۰۲۶     | ۱۶ اکتبر ۲۰۲۴   |         |
| ۵۹ | اینتر میامی | نیو انگلند         | ۶–۲ (د) | ام‌ال‌اس ۲۴–۲۰۲۳             | ۲۰ اکتبر ۲۰۲۴   |         |

- ۴: ۴ گل و (خ): بازی خانگی یا میزبان

- ۵: ۵ گل و (د): بازی دور از خانه یا مهمان

#### سایر
| توسط                           | رده‌بندی/جایزه                    | سال/فصل                                          | منبع                                    |
| بهترین گلزن                    | بهترین گلزن                      | بهترین گلزن                                      | بهترین گلزن                             |
| ------------------------------ | -------------------------------- | ------------------------------------------------ | --------------------------------------- |
| فدراسیون تاریخ و آمار فوتبال   | بهترین گلزن مرد جهان             | (۲): ۲۰۱۲، ۲۰۱۶                                  | [ ۱۸۳ ]                                 |
| فدراسیون تاریخ و آمار فوتبال   | بهترین گلزن داخلی مرد جهان       | (۴): ۲۰۱۲، ۲۰۱۳، ۲۰۱۷، ۲۰۱۸                      | [ ۱۸۴ ] [ ۱۸۵ ] [ ۱۸۶ ]                 |
| فدراسیون تاریخ و آمار فوتبال   | بهترین گلزن بین‌المللی مرد جهان   | (۳): ۲۰۱۱، ۲۰۱۲، ۲۰۲۲                            | [ ۱۸۷ ] [ ۱۸۸ ]                         |
| فیفا                           | بهترین گلزن جام باشگاه‌های جهان   | ۲۰۱۱                                             | [ ۱۸۹ ]                                 |
| فیفا                           | دومین گلزن برتر جام جهانی فوتبال | ۲۰۲۲                                             | [ ۱۹۰ ]                                 |
| فیفا                           | کفش طلای جام جهانی جوانان        | ۲۰۰۵                                             | [ ۱۹۱ ]                                 |
| کونمبول                        | کفش طلا کوپا آمریکا              | ۲۰۲۱                                             | [ ۱۹۲ ]                                 |
| کونمبول                        | دومین گلزن برتر کوپا آمریکا      | ۲۰۱۶                                             | [ ۱۹۳ ]                                 |
| فدراسیون فوتبال سلطنتی اسپانیا | آقای گل کوپا دل ری               | (۵): ۰۹–۲۰۰۸، ۲۰۱۰–۱۱، ۲۰۱۳–۱۴، ۲۰۱۵–۱۶، ۱۷–۲۰۱۶ | [ ۱۹۴ ] [ ۱۹۵ ] [ ۱۹۶ ] [ ۱۹۷ ] [ ۱۹۸ ] |
| اتحادیه فوتبال آمریکای شمالی   | بهترین گلزن جام لیگ‌ها            | ۲۰۲۳                                             | [ ۱۹۹ ]                                 |
| بهترین گل                      |                                  |                                                  |                                         |
| یوفا                           | بهترین گل لیگ قهرمانان اروپا     | (۲): ۱۹–۲۰۱۸، ۲۰–۲۰۱۹                            | [ ۲۰۰ ] [ ۲۰۱ ]                         |
| یوفا                           | دومین گل برتر لیگ قهرمانان اروپا | ۲۱–۲۰۲۰                                          | [ ۲۰۲ ]                                 |
| یوفا                           | بهترین گل فصل اروپا              | (۳): ۱۵–۲۰۱۴، ۱۶–۲۰۱۵، ۱۹–۲۰۱۸                   | [ ۲۰۳ ] [ ۲۰۴ ] [ ۲۰۵ ] [ ۲۰۶ ] [ ۲۰۷ ] |
| فیفا                           | نامزد جایزه پوشکاش فیفا          | (۷): ۲۰۱۰، ۲۰۱۱، ۲۰۱۲، ۲۰۱۵، ۲۰۱۶، ۲۰۱۸، ۲۰۱۹    | [ ۲۰۸ ] [ ۲۰۹ ] [ ۲۱۰ ] [ ۲۱۱ ] [ ۲۱۲ ] |
| هواداران باشگاه بارسلونا       | بهترین گل زده در تاریخ بارسلونا  | ۲۰۰۷                                             | [ ۲۱۳ ]                                 |
| کونمبول                        | بهترین گل کوپا آمریکا            | ۲۰۰۷                                             | [ ۲۱۴ ]                                 |

### بیشترین پاس گل

#### فصل به فصل
- لا لیگا (۷): ۱۱–۲۰۱۰،[۲۱۵] ۱۲–۲۰۱۱[۲۱۶] ۱۵–۲۰۱۴،[۲۱۷] ۱۶–۲۰۱۵،[۲۱۸] ۱۸–۲۰۱۷،[۲۱۹] ۱۹–۲۰۱۸،[۲۲۰] ۲۰–۲۰۱۹[۲۲۱]
- لیگ قهرمانان اروپا (۲): ۱۲–۲۰۱۱، ۱۵–۲۰۱۴[۲۲۲][۲۲۳]
- کوپا دل ری (۲): ۱۶–۲۰۱۵، ۱۷–۲۰۱۶
- کوپا آمریکا (۴): ۲۰۱۱، ۲۰۱۵، ۲۰۱۶، ۲۰۲۱[۲۲۴][۲۲۵][۲۲۶][۲۲۷]
- جام جهانی (۲): ۲۰۱۸[۲۲۸]، ۲۰۲۲[۲۲۹]
- لیگ ۱: ۲۳–۲۰۲۲[۲۳۰]

#### تمام ادوار
| لا لیگا | لا لیگا           | لا لیگا     | لا لیگا | لا لیگا |
| رتبه    | بازیکن            | باشگاه      | پاس گل  | منبع    |
| ------- | ----------------- | ----------- | ------- | ------- |
| ۱       | لیونل مسی         | بارسلونا    | ۱۹۳     | [ ۲۳۱ ] |
| ۲       | ژاوی              | بارسلونا    | ۱۲۶     | [ ۲۳۱ ] |
| ۳       | کریستیانو رونالدو | رئال مادرید | ۹۵      | [ ۲۳۱ ] |
| ۴       | لوئیس فیگو        | رئال مادرید | ۸۹      | [ ۲۳۱ ] |
| ۵       | کریم بنزما        | رئال مادرید | ۸۷      | [ ۲۳۱ ] |

### برگزیدن در تیم منتخب فصل یا تورنمنت
| نهاد/نشریه                   | رده‌بندی                                  | سال/فصل | منبع                                                                            |
| جهان                         | جهان                                     | جهان | جهان                                                                            |
| ---------------------------- | ---------------------------------------- | --- | ------------------------------------------------------------------------------- |
| فیف‌پرو                       | ترکیب منتخب جهان مردان                   | (۱۷): ۲۰۰۷، ۲۰۰۸، ۲۰۰۹، ۲۰۱۰، ۲۰۱۱، ۲۰۱۲، ۲۰۱۳، ۲۰۱۴، ۲۰۱۵، ۲۰۱۶، ۲۰۱۷، ۲۰۱۸، ۲۰۱۹، ۲۰۲۰، ۲۰۲۱، ۲۰۲۲، ۲۰۲۳                                  | [ ۲۳۲ ] [ ۲۳۳ ] [ ۲۳۴ ] [ ۲۳۵ ] [ ۲۳۶ ]                                         |
| فیفا                         | تیم رؤیایی جام‌ جهانی فوتبال              | ۲۰۱۴ | [ ۲۳۷ ]                                                                         |
| فرانس فوتبال                 | تیم رؤیایی برندگان توپ طلای تاریخ فوتبال | ۲۰۲۰ | [ ۲۳۸ ]                                                                         |
| فرانس فوتبال                 | تیم منتخب جهان دهه ۲۰۱۰                  | ۲۰۲۰–۲۰۱۱ | [ ۲۳۹ ]                                                                         |
| فدراسیون تاریخ و آمار فوتبال | تیم منتخب سال جهان مردان                 | (۷): ۲۰۱۷، ۲۰۱۸، ۲۰۱۹، ۲۰۲۰، ۲۰۲۱، ۲۰۲۲، ۲۰۲۳                                                                                               | [ ۲۴۰ ] [ ۲۴۱ ]                                                                 |
| فدراسیون تاریخ و آمار فوتبال | تیم رؤیایی جهان مردان تمام ادوار         | ۲۰۲۱ | [ ۲۴۲ ]                                                                         |
| فدراسیون تاریخ و آمار فوتبال | تیم منتخب جهان مردان دهه ۲۰۱۰            | ۲۰۲۰–۲۰۱۱ | [ ۲۴۳ ]                                                                         |
| لکیپ                         | تیم سال جهان                             | (۱۰): ۲۰۰۹، ۲۰۱۰، ۲۰۱۱، ۲۰۱۲، ۲۰۱۳، ۲۰۱۴، ۲۰۱۶، ۲۰۱۷، ۲۰۱۸، ۲۰۲۲                                                                            | [ ۲۴۴ ] [ ۲۴۵ ] [ ۲۴۶ ] [ ۲۴۷ ] [ ۲۴۸ ] [ ۲۴۹ ]                                 |
| لکیپ                         | ۵۰ بازیکن برتر تاریخ فوتبال              | ۲۰۱۵ | [ ۲۵۰ ]                                                                         |
| اسپورتس ایلاستریتد           | تیم منتخب جهان دهه ۲۰۰۰                  | ۲۰۱۰–۲۰۰۰ | [ ۲۵۱ ]                                                                         |
| ورلد ساکر                    | تیم منتخب جهان تاریخ فوتبال              | ۲۰۱۳ | [ ۲۵۲ ]                                                                         |
| آس                           | ۱۱ اسطوره تاریخ فوتبال                   | ۲۰۲۱ | [ ۲۵۳ ]                                                                         |
| فیفا (بازی)                  | تیم سال جهان                             | (۱۲): ۲۰۰۹، ۲۰۱۰، ۲۰۱۱، ۲۰۱۲، ۲۰۱۴، ۲۰۱۵، ۲۰۱۶، ۲۰۱۷، ۲۰۱۸، ۲۰۱۹، ۲۰۲۰، ۲۰۲۱                                                                | [ ۲۵۴ ] [ ۲۵۵ ] [ ۲۵۶ ] [ ۲۵۷ ] [ ۲۵۸ ] [ ۲۵۹ ]                                 |
| فاکس اسپورتس                 | تیم منتخب جهان تاریخ فوتبال              | ۲۰۱۶ | [ ۲۶۰ ]                                                                         |
| آرژانتین                     |                                          | |                                                                                 |
| فدراسیون فوتبال آرژانتین     | تیم منتخب تاریخ تیم ملی آرژانتین         | ۲۰۱۶ | [ ۲۶۱ ]                                                                         |
| فدراسیون تاریخ و آمار فوتبال | تیم رؤیایی آرژانتین در تمام ادوار        | ۲۰۲۱ | [ ۲۶۲ ]                                                                         |
| آمریکای جنوبی                |                                          | |                                                                                 |
| کونمبول                      | تیم منتخب تورنمنت کوپا آمریکا            | (۵): ۲۰۱۱، ۲۰۱۵، ۲۰۱۶، ۲۰۲۱، ۲۰۲۴ | [ ۲۶۳ ] [ ۲۶۴ ] [ ۲۶۵ ] [ ۲۶۶ ]                                                 |
| فدراسیون تاریخ و آمار فوتبال | تیم رؤیایی سال مردان آمریکای جنوبی       | (۳): ۲۰۲۱، ۲۰۲۲، ۲۰۲۳ | [ ۲۶۷ ] [ ۲۶۸ ] [ ۲۶۹ ]                                                         |
| فدراسیون تاریخ و آمار فوتبال | تیم رؤیایی مردان آمریکای جنوبی دههٔ ۲۰۱۰  | ۲۰۲۰–۲۰۱۱ | [ ۲۷۰ ]                                                                         |
| اروپا                        |                                          | |                                                                                 |
| اتحادیهٔ فوتبال اروپا         | تیم سال اروپا                            | (۱۲): ۲۰۰۸، ۲۰۰۹، ۲۰۱۰، ۲۰۱۱، ۲۰۱۲، ۲۰۱۴، ۲۰۱۵، ۲۰۱۶، ۲۰۱۷، ۲۰۱۸، ۲۰۱۹، ۲۰۲۰                                                                | [ ۲۷۱ ] [ ۲۷۲ ]                                                                 |
| اتحادیهٔ فوتبال اروپا         | ترکیب منتخب فصل لیگ قهرمانان اروپا       | (۷): ۱۵–۲۰۱۴، ۱۶–۲۰۱۵، ۱۷–۲۰۱۶، ۱۸–۲۰۱۷، ۱۹–۲۰۱۸، ۲۰–۲۰۱۹، ۲۱–۲۰۲۰                                                                          | [ ۲۷۳ ] [ ۲۷۴ ] [ ۲۷۵ ] [ ۲۷۶ ] [ ۲۷۷ ] [ ۲۷۸ ]                                 |
| اتحادیهٔ فوتبال اروپا         | تیم منتخب تاریخ یوفا                     | ۲۰۲۰ | [ ۲۷۹ ] [ ۲۷۲ ]                                                                 |
| اروپا اسپورت مدیا            | تیم منتخب ۲۷ سال اخیر اروپا              | ۲۰۲۲–۱۹۹۵ | [ ۲۸۰ ]                                                                         |
| اروپا اسپورت مدیا            | تیم منتخب فصل اروپا                      | (۱۵): ۰۶–۲۰۰۵، ۰۸–۲۰۰۷، ۰۹–۲۰۰۸، ۱۰–۲۰۰۹، ۱۱–۲۰۱۰، ۱۲–۲۰۱۱، ۱۳–۲۰۱۲، ۱۵–۲۰۱۴، ۱۶–۲۰۱۵، ۱۷–۲۰۱۶، ۱۸–۲۰۱۷، ۱۹–۲۰۱۸، ۲۰–۲۰۱۹، ۲۱–۲۰۲۰، ۲۳–۲۰۲۲ | [ ۲۸۱ ]                                                                         |
| لا لیگا                      |                                          | |                                                                                 |
| لا لیگا                      | تیم منتخب فصل لا لیگا (جوایز لا لیگا)    | (۲): ۱۵–۲۰۱۴، ۱۶–۲۰۱۵ | [ ۲۸۲ ] [ ۲۸۳ ]                                                                 |
| اتحادیهٔ فوتبال اروپا         | تیم منتخب فصل لا لیگا                    | (۱۱): ۰۹–۲۰۰۸، ۱۰–۲۰۰۹، ۱۱–۲۰۱۰، ۱۲–۲۰۱۱، ۱۳–۲۰۱۲، ۱۵–۲۰۱۴، ۱۶–۲۰۱۵، ۱۷–۲۰۱۶، ۱۸–۲۰۱۷، ۱۹–۲۰۱۸، ۲۰–۲۰۱۹                                     | [ ۲۸۴ ] [ ۲۸۵ ] [ ۲۸۶ ] [ ۲۸۷ ] [ ۲۸۸ ] [ ۲۸۹ ] [ ۲۹۰ ] [ ۲۹۱ ] [ ۲۹۲ ] [ ۲۹۳ ] |
| دیلی میل                     | تیم منتخب تاریخ لا لیگا                  | ۲۰۱۸ | [ ۲۹۴ ]                                                                         |
| لیگ ۱                        |                                          | |                                                                                 |
| یوان‌اف‌پی                     | تیم منتخب فصل لیگ ۱                      | ۲۳–۲۰۲۲ | [ ۲۹۵ ]                                                                         |
| ام‌ال‌اس                       |                                          | |                                                                                 |
| ام‌ال‌اس                       | تیم منتخب فصل ام‌ال‌اس                     | ۲۰۲۴ | [ ۲۹۶ ]                                                                         |

### انتخاب به‌عنوان شخصیت ورزشی سال

#### جایزه لوریوس برای برترین ورزشکار مرد جهان
| سال  | برنده                    | برنده                    | نامزدها                     | نامزدها                       | نامزدها                  | نامزدها                    | نامزدها                        | منبع    |
| ---- | ------------------------ | ------------------------ | --------------------------- | ----------------------------- | ------------------------ | -------------------------- | ------------------------------ | ------- |
| ۲۰۱۰ | اوسین بولت (دو و میدانی) | اوسین بولت (دو و میدانی) | کننیسا بکله (دو و میدانی)   | آلبرتو کونتادور (دوچرخه‌سواری) | راجر فدرر (تنیس)         | لیونل مسی (فوتبال)         | والنتینو روسی (موتورسواری)     | [ ۲۹۷ ] |
| ۲۰۱۱ | رافائل نادال (تنیس)      | رافائل نادال (تنیس)      | کوبی برایانت (بسکتبال)      | آندرس اینیستا (فوتبال)        | لیونل مسی (فوتبال)       | مانی پاکیائو (بوکس)        | سباستین فتل (فرمول یک)         | [ ۲۹۸ ] |
| ۲۰۱۲ | نواک جوکوویچ (تنیس)      | نواک جوکوویچ (تنیس)      | اوسین بولت (دو و میدانی)    | کدل ایونز (دوچرخه‌سواری)       | لیونل مسی (فوتبال)       | دیرک نویتسکی (بسکتبال)     | سباستین فتل (فرمول یک)         | [ ۲۹۹ ] |
| ۲۰۱۳ | اوسین بولت (دو و میدانی) | اوسین بولت (دو و میدانی) | محمد فرح (دو و میدانی)      | لیونل مسی (فوتبال)            | مایکل فلپس (شنا)         | بردلی ویگینز (دوچرخه‌سواری) | سباستین فتل (فرمول یک)         | [ ۳۰۰ ] |
| ۲۰۱۶ | نواک جوکوویچ (تنیس)      | نواک جوکوویچ (تنیس)      | اوسین بولت (دو و میدانی)    | استیون کری (بسکتبال)          | لوئیز همیلتون (فرمول یک) | لیونل مسی (فوتبال)         | جردن اسپایت (گلف)              | [ ۳۰۱ ] |
| ۲۰۲۰ | لوئیز همیلتون (فرمول یک) | لیونل مسی (فوتبال)       | الیود کیپچوگه (دو و میدانی) | مارک مارکز (موتورسواری)       | رافائل نادال (تنیس)      | تایگر وودز (گلف)           | —                              | [ ۳۰۲ ] |
| ۲۰۲۳ | لیونل مسی (فوتبال)       | لیونل مسی (فوتبال)       | کیلیان امباپه (فوتبال)      | ماکس فرستاپن (فرمول یک)       | رافائل نادال (تنیس)      | استفن کری (بسکتبال)        | آرماند دوپلانتیس (دو و میدانی) | [ ۳۰۳ ] |

#### سایر
- جایزه بهترین ورزشکار بین‌المللی (۳): ۲۰۱۲، ۲۰۱۵، ۲۰۱۹[۳۰۴][۳۰۵][۲۳]
- جایزه بهترین ورزشکار سال جهان لکیپ (۲): ۲۰۱۱، ۲۰۲۲[۳۰۶]
- بهترین ورزشکار سال جهان تایم: ۲۰۲۳[۳۰۷]
- بهترین ورزشکار آمریکای لاتین و حوزه کارائیب: ۲۰۱۴[۳۰۸]
- جایزه مارکا لیندا (قهرمان افسانه‌ای مارکا): ۲۰۰۹[۳۰۹]
- جایزه طلایی المپیا به عنوان برجسته‌ترین ورزشکار آرژانتینی سال (۳): ۲۰۱۱،[۳۱۰] ۲۰۲۱،[۳۱۱] ۲۰۲۲[۳۱۲]
- نامزد جایزه لوریوس برای بیشترین پیشرفت سال در ورزش‌های جهان: ۲۰۰۶[۳۱۳]
- محبوب‌ترین ورزشکار سال ایالات متحده آمریکا طبق تحقیقات اس‌.اس‌.آر‌.اس: ۲۰۲۳[۳۱۴]
- دومین ستاره ورزشی سال جهان یورو اسپرت: ۲۰۱۵[۳۱۵]
- برنده جایزه ورزشکار بین‌المللی ارزش‌های گالا: ۲۰۲۰[۳۱۶]
- نامزد لیست نهایی جایزه پای طلایی (۶): ۲۰۱۶، ۲۰۱۷، ۲۰۱۸، ۲۰۱۹، ۲۰۲۰، ۲۰۲۱

### انتخاب به‌عنوان مرد میدان
| جام  | نام       | تیم      | منابع   |
| ---- | --------- | -------- | ------- |
| ۲۰۰۹ | لیونل مسی | بارسلونا | [ ۳۱۷ ] |
| ۲۰۰۹ | ژاوی      | بارسلونا | [ ۳۱۸ ] |
| ۲۰۱۱ | لیونل مسی | بارسلونا | [ ۳۱۹ ] |
| ۲۰۱۱ | لیونل مسی | بارسلونا | [ ۳۲۰ ] |

| جام  | نام       | تیم      | منبع    |
| ---- | --------- | -------- | ------- |
| ۲۰۰۹ | لیونل مسی | بارسلونا | [ ۳۲۱ ] |
| ۲۰۱۵ | لیونل مسی | بارسلونا | [ ۳۲۲ ] |

| جام  | نام       | تیم      | منبع    |
| ---- | --------- | -------- | ------- |
| ۲۰۰۹ | لیونل مسی | بارسلونا | [ ۳۲۳ ] |
| ۲۰۱۱ | لیونل مسی | بارسلونا | [ ۳۲۴ ] |

| رتبه | نام       | رقابت                | جایزه |
| ---- | --------- | -------------------- | ----- |
| ۱۴   | لیونل مسی | دیدار گروهی با یونان | ۱     |

| رتبه | نام       | رقابت                                           | جایزه |
| ---- | --------- | ----------------------------------------------- | ----- |
| ۱    | لیونل مسی | دیدار گروهی با بولیوی، دیدار گروهی با کاستاریکا | ۲     |

| رتبه | نام       | رقابت              | جایزه |
| ---- | --------- | ------------------ | ----- |
| ۸    | لیونل مسی | دیدار گروهی با قطر | ۱     |

| جام جهانی ۲۰۱۴ \| رتبه \| نام \| رقابت \| جوایز \| \| \| \| ---- \| ------------ \| -------------------------------------------------------------------------------------- \| ----- \| - \| - \| \| ۱ \| لیونل مسی \| دیدار گروهی با بوسنی، دیدار گروهی با ایران، دیدار گروهی با نیجریه، دیدار حذفی با سوییس \| ۴ \| \| \| \| ۲ \| کیلور ناواس \| دیدار گروهی با انگلیس، دیدار حذفی با یونان، دیدار حذفی با هلند \| ۳ \| \| \| \| ۲ \| آرین روبن \| دیدار گروهی با استرالیا، دیدار گروهی با شیلی، دیدار حذفی با برزیل \| ۳ \| ۳ \| \| \| ۲ \| خامس رودریگز \| دیدار گروهی با یونان، دیدار گروهی با ساحل عاج، دیدار حذفی با اروگوئه \| ۳ \| ۳ \| ۳ \| منبع: FIFA |              |                                                                                        |       |   |   |
| رتبه | نام          | رقابت                                                                                  | جوایز |   |   |
| ۱ | لیونل مسی    | دیدار گروهی با بوسنی، دیدار گروهی با ایران، دیدار گروهی با نیجریه، دیدار حذفی با سوییس | ۴     |   |   |
| ۲ | کیلور ناواس  | دیدار گروهی با انگلیس، دیدار حذفی با یونان، دیدار حذفی با هلند                         | ۳     |   |   |
| ۲ | آرین روبن    | دیدار گروهی با استرالیا، دیدار گروهی با شیلی، دیدار حذفی با برزیل                      | ۳     | ۳ |   |
| ۲ | خامس رودریگز | دیدار گروهی با یونان، دیدار گروهی با ساحل عاج، دیدار حذفی با اروگوئه                   | ۳     | ۳ | ۳ |

| رتبه | نام       | مسابقات                                                                                       | جوایز |
| ---- | --------- | --------------------------------------------------------------------------------------------- | ----- |
| ۱    | لیونل مسی | دیدار گروهی با پاراگوئه، دیدار گروهی با اروگوئه، دیدار حذفی با کلمبیا، دیدار حذفی با پاراگوئه | ۴     |

| رتبه | نام       | مسابقه                | جایزه |
| ---- | --------- | --------------------- | ----- |
| ۹    | لیونل مسی | دیدار گروهی با نیجریه | ۱     |

| رتبه | نام            | رقابت                                                              | جوایز |
| ---- | -------------- | ------------------------------------------------------------------ | ----- |
| ۱    | لیونل مسی      | دیدار گروهی با پاناما، دیدار حذفی با ونزوئلا، دیدار حذفی با آمریکا | ۳     |
| ۲    | دیوید اوسپینا  | دیدار گروهی با پرو، دیدار گروهی با آمریکا                          | ۲     |
| ۲    | ادواردو وارگاس | دیدار گروهی با پاناما، دیدار گروهی با شیلی                         | ۲     |
| ۲    | انر والنسیا    | دیدار گروهی با پرو، دیدار گروهی با هائیتی                          | ۲     |

| رتبه | نام           | رقابت                                                                                             | جوایز |
| ---- | ------------- | ------------------------------------------------------------------------------------------------- | ----- |
| ۱    | لیونل مسی     | دیدار گروهی با شیلی، دیدار گروهی با اروگوئه، دیدار حذفی با بولیوی، دیدار یک‌چهارم نهائی با اکوادور | ۴     |
| ۲    | نیمار         | دیدار گروهی با پرو، دیدار حذفی با شیلی، دیدار حذفی با پرو                                         | ۳     |
| ۳    | دیوید اوسپینا | دیدار گروهی با اکوادور، دیدار حذفی با اروگوئه                                                     | ۲     |
| ۳    | لوئیز دیاز    | دیدار گروهی با برزیل، دیدار رده‌بندی با پرو                                                        | ۲     |

| رتبه | نام              | رقابت | جوایز |
| ---- | ---------------- | --- | ----- |
| ۱    | لیونل مسی        | دیدار گروهی با مکزیک، دیدار یک‌هشتم با استرالیا، دیدار یک‌چهارم با هلند، دیدار نیمه‌نهایی با کرواسی، فینال با فرانسه | ۵     |
| ۲    | کیلیان امباپه    | دیدار گروهی با استرالیا، دیدار گروهی با دانمارک، دیدار یک‌هشتم با لهستان                                           | ۳     |
| ۳    | لوکا مودریچ      | دیدار گروهی با مراکش، دیدار گروهی با بلژیک                                                                        | ۲     |
| ۳    | دومینیک لیواکویچ | دیدار یک‌هشتم با ژاپن، دیدار یک‌چهارم نهایی با برزیل                                                                | ۲     |

| رتبه | نام       | رقابت                | جوایز |
| ---- | --------- | -------------------- | ----- |
| ۵    | لیونل مسی | دیدار حذفی با کانادا | ۱     |

### سایر
- نامزد لحظه احساسی سال یورواسپورت: ۲۰۱۶[۳۲۸]
- جایزه قهرمان صلح و آشتی: ۲۰۲۰[۳۲۹]
- نشان افتخار آزادی رئیس‌جمهوری آمریکا: ۲۰۲۵[۳۳۰]

## رکوردها

### جهانی
- بیشترین انتخاب به عنوان بهترین بازیکن سال جهان فیفا: (۲۰۱۲–۲۰۰۹، ۲۰۱۵، ۲۰۱۹، ۲۰۲۲) ۷ بار[ذ]
- برنده بیشترین جایزهٔ توپ طلا: (۲۰۰۹، ۲۰۱۰، ۲۰۱۱، ۲۰۱۲، ۲۰۱۵، ۲۰۱۹، ۲۰۲۱، ۲۰۲۳) ۸ بار[۳۳۱]
  - بیشترین کسب پیاپی توپ طلا: (۲۰۱۲–۲۰۰۹) ۴ بار[۳۳۲]
  - جوانترین دریافت‌کننده دو، سه، چهار، پنج، شش و هفت توپ طلا: با ۲۳، ۲۴، ۲۵، ۲۸، ۳۲ و ۳۴ سال[۳۳۳]
  - بیشترین فاصله میان دریافت اولین و آخرین توپ طلا: ۱۴ سال (۲۰۲۳–۲۰۰۹)
- پرافتخارترین بازیکن تاریخ فوتبال: ۴۶ قهرمانی ملی و باشگاهی[۳۳۴]
- رکورد گینس بیشترین گلِ بازی‌های ملی و باشگاهی یک سال تقویمی فوتبال: (۲۰۱۲) ۹۱ گل[۳۳۵]
  - بیشترین گل در بازی‌های ملی و باشگاهی یک سال تقویمی فوتبال (با حساب بازی‌های دوستانه): (۲۰۱۲) ۹۶ گل[۳۳۵]
  - بیشترین گل در کل رقابت‌های باشگاهی یک فصل فوتبال: (۲۰۱۲) ۷۹ گل[۳۳۶]
  - بیشترین گل طی یک فصل لیگ باشگاهی: (۲۰۱۲) ۷۳ گل[۳۳۶]
- بیشترین مجموع گل زده رسمی برای یک باشگاه فوتبال: ۶۷۲ گل[۳۳۷][ر]
- بیشترین گل زده در تمام ادوار یک لیگ داخلی جهان: ۴۷۴ گل
- بیشترین مجموع پاس گل در تاریخ فوتبال: بیش از ۳۲۰ پاس گل[۳۳۸]
- کسب بیشترین توپ طلای (توپ طلایی آدیداس) بهترین بازیکن جام جهانی فوتبال: جام‌های جهانی ۲۰۱۴ و ۲۰۲۲
- تنها بازیکن دارای گل زده در تمام بازی‌های حذفی (یک‌هشتم، یک‌چهارم، نیمه‌نهایی و فینال) یک جام جهانی فوتبال (جام جهانی ۲۰۲۲)[۳۳۹]
- بیشترین حضور در ترکیب منتخب سال جهان مردان فیفا فیف‌پرو: ۱۶ بار (۲۰۲۲–۲۰۰۷)
- اولین و تنها فوتبالیست برندهٔ جایزه لوریوس بهترین ورزشکار مرد سال جهان: ۲۰۲۰
- اولین و تنها فوتبالیست برندهٔ دو جایزهٔ لوریوس بهترین ورزشکار مرد سال جهان: ۲۰۲۰ و ۲۰۲۳
  - اولین و تنها برندهٔ جایزه لوریوس بهترین ورزشکار مرد سال جهان از ورزش‌های تیمی
  - بیشترین نامزدی جایزه لوریوس بهترین ورزشکار مرد سال جهان توسط یک فوتبالیست: ۷ بار (۲۰۱۰، ۲۰۱۱، ۲۰۱۲، ۲۰۱۳، ۲۰۱۶، ۲۰۲۰، ۲۰۲۳)
- بیشترین پاس گل در تاریخ جام جهانی: ۹ پاس گل
- بیشترین عنوان مرد میدان در تاریخ جام جهانی: ۱۱ بار[۳۴۰]
- بیشترین تأثیرگذاری گل در تاریخ فوتبال: ۱۲۰۰ گل + پاس گل[۳۴۱]
- بیشترین پاس گل در تمام ادوار یک لیگ داخلی جهان: ۱۹۲ پاس گل
- بیشترین عنوان بهترین بازیکن زمین در تاریخ فوتبال: بیش از ۳۵۰ عنوان[۳۴۲][۳۴۳]
- بیشترین گل بین‌المللی فوتبال در یک سال: ۲۵ گل در ۲۰۱۲ (۱۳ گل در لیگ قهرمانان و ۱۲ گل در بازی‌های ملی)[۳۳۳][ز]
- اولین و تنها بازیکن برنده همزمان جوایز توپ طلا، بازیکن سال فوتبال جهان، جایزه پیچیچی و کفش طلای اروپا در یک فصل فوتبال (در ۱۰–۲۰۰۹ و ۱۹–۲۰۱۸)[۳۳۳]
  - اولین و تنها بازیکنی که دو بار برنده همزمان جوایز توپ طلا، بازیکن سال فوتبال جهان، جایزه پیچیچی و کفش طلای اروپا در یک فصل فوتبال شده (در ۱۰–۲۰۰۹ و ۱۹–۲۰۱۸)
- طولانی‌ترین گلزنی متوالی در بازی‌های خانگی لیگ: (۱۳–۲۰۱۲) ۳۳ گل در ۲۱ بازی[۳۳۳]
- تنها بازیکن دارای بیش از ۴۰ گلِ زده در ۱۰ فصل متوالی فوتبال
- تنها بازیکن دارای دو توپ طلای جام باشگاه‌های جهان: ۲۰۰۹، ۲۰۱۱
  - تنها بازیکن دارای دو جایزه باارزش‌ترین بازیکن در فینال‌های جام باشگاه‌های جهان: ۲۰۰۹، ۲۰۱۱
  - گلزنی در بیشترین فینال‌های جام باشگاه‌های جهان: ۲۰۰۹، ۲۰۱۱، ۲۰۱۵[۳۴۴]
- تنها بازیکن دارای گلزنی در ۷ رقابت رسمی از یک سال تقویمی فوتبال: (در لالیگا، کوپا دل ری، سوپرجام اسپانیا، لیگ قهرمانان و سوپرجام اروپا، کوپا آمریکا و جام جهانی) ۲۰۱۵
- تنها بازیکن دارای گلِ زده در ۶ رقابت (تورنمنت) باشگاهی رسمی در سال تقویمی فوتبال: دو بار در ۲۰۱۱ و ۲۰۱۵
  - تنها بازیکن دارای گل و پاس گل همزمان در ۶ رقابت باشگاهی در سال تقویمی فوتبال: ۲۰۱۱
- تنها بازیکن دارای بیش از ۶۰ گل در تمام رقابت‌های باشگاهی در دو فصل پیاپی: ۱۲–۲۰۱۱، ۱۳–۲۰۱۲
- تنها بازیکن دارای سابقه گلزنی متوالی مقابل تمام تیم‌های حریف در یک لیگ حرفه‌ای فوتبال در تاریخ
- بیشترین نامزدی جایزه پوشکاش فیفا: ۷ بار[۳۴۵]
- بیشترین مجموع گل و پاس گل (تأثیرگذارترین) در تاریخ جام جهانی: ۱۳ گل و ۹ پاس گل (تأثیر بر روی ۲۲ گل)
- بیشترین پاس گل در مرحلهٔ حذفی رقابت‌های جام جهانی فوتبال: ۶ پاس گل[ژ]
- بیشترین عنوان مرد میدان در یک جام جهانی فوتبال: ۴ و ۵ بار به ترتیب در جام‌های ۲۰۱۴ و ۲۰۲۲[۳۴۶]
- بیشترین جایزه بهترین بازی‌ساز سال جهان فدراسیون تاریخ و آمار فوتبال (۵): ۲۰۱۵، ۲۰۱۶، ۲۰۱۷، ۲۰۱۹، ۲۰۲۲
- بیشترین دریبل موفق در تمام ادوار جام جهانی: ۱۳۰ دریبل
- بیشترین گل با ضربه ایستگاهی در میان بازیکنان فعال جهان: ۵۶ گل[۳۴۷]
- بیشترین لایک یک پست اینستاگرام: بیش از ۷۴ میلیون لایک[۳۴۸][س]
- تنها بازیکن با گلِ زده در تمام رده‌های سنی مختلف نوجوانان، جوانان و بزرگسالان جام جهانی
- تنها بازیکن دارای حداقل یک پاس گل در پنج جام جهانی فوتبال
- بیشترین بازی در جام جهانی فوتبال به عنوان کاپیتان: ۱۹ بازی[۳۴۹]

### قاره‌ای

#### اروپا
- برنده بیشترین کفش طلای اروپا: (۱۰–۲۰۰۹، ۱۲–۲۰۱۱، ۱۳–۲۰۱۲، ۱۷–۲۰۱۶، ۱۸–۲۰۱۷، ۱۹–۲۰۱۸) ۶ بار[۱۳۸][۳۵۰]
  - برنده کفش طلا با بیشترین گل: (۱۲–۲۰۱۱) ۵۰ گل[۳۵۱]
  - تنها بازیکن با کسب پیاپی سه کفش طلا: ۱۷–۲۰۱۶، ۱۸–۲۰۱۷، ۱۹–۲۰۱۸[۱۳۶][۳۵۰]
- بیشترین مجموع گل در ۵ لیگ معتبر اروپایی: ۴۹۶ گل[ش][۳۵۲]
- بیشترین مجموع گل در بازی‌های باشگاهی اروپا: ۶۹۷ گل در ۸۳۵ بازی[ص][۳۵۳]
  - سریع‌ترین دستیابی به رکورد ۳۰۰ گل در بازی‌های باشگاهی اروپا: ۳۴۴ بازی
  - سریع‌ترین دستیابی به رکورد ۴۰۰ گل در بازی‌های باشگاهی اروپا: ۴۳۵ بازی

- بیشترین گلِ زده در یک بازی لیگ قهرمانان اروپا: ۵ گل (برابر بایر لورکوزن در ۷ مارس ۲۰۱۲)[۳۵۴]
  - بیشترین گلزنی در بازی یک‌چهارم نهایی لیگ قهرمانان اروپا: ۴ گل (برابر آرسنال در ۶ آوریل ۲۰۱۰)
- بیشترین هت‌تریک در لیگ قهرمانان اروپا: ۸ هت‌تریک[۳۵۵][ض]
- بیشترین عنوان مرد میدان در لیگ قهرمانان اروپا: ۶۲ عنوان[۳۵۶]
- بیشترین گلِ زده در دیدارهای گروهی لیگ قهرمانان اروپا: ۷۱ گل[۳۵۷]
  - بیشترین گلِ زده در دیدارهای یک‌شانزدهم لیگ قهرمانان اروپا: ۲۶ گل[۳۵۵]
    - بیشترین گلِ زده در دیدارهای برگشت یک‌شانزدهم لیگ قهرمانان اروپا: ۶ گل
- گلزنی مقابل بیشترین حریفان در لیگ قهرمانان اروپا: ۳۸ تیم[۳۵۸]
- اولین بازیکن دارای سابقه گلزنی در ۱۶ فصل متوالی لیگ قهرمانان اروپا[۳۵۸]
- بیشترین حضور در تیم منتخب فصل اروپا اسپورت مدیا: ۱۲ بار
- بیشترین عنوان گل برگزیده یوفا: ۳ بار[۳۵۹]
  - اولین بازیکن برنده جایزه گل برگزیده یوفا به طور پیاپی: ۱۵–۲۰۱۴، ۱۶–۲۰۱۵
- جوانترین بازیکن دارای ۵۰ گل زده در لیگ قهرمانان اروپا
- جوانترین بازیکن دارای بیش از ۴۰۰ گل برای یک باشگاه اروپایی در تمام ادوار: ۲۷ سال
- جوانترین آقای گل لیگ قهرمانان اروپا: ۲۱ سال
- بیشترین دریبل موفق دهه ۲۰۱۰ اروپا (۲۰۱۹–۲۰۱۰): ۱۵۳۵ دریبل[۳۶۰]
- بیشترین دریبل موفق در یک بازی لیگ قهرمانان اروپا: ۱۶ دریبل (در برابر منچستر یونایتد در آوریل ۲۰۰۸)[۳۶۱]
- بیشترین عنوان مرد میدان در دهه ۲۰۱۰ اروپا (۲۰۱۹–۲۰۱۰): بیش از ۲۲۵ بار[۳۶۲][۳۶۳]

#### آمریکا
- بیشترین گل ملی در آمریکای جنوبی (کونمبول): ۹۸ گل[۳۶۴][ط]
- بیشترین پاس گل تمام ادوار کوپا آمریکا: ۱۷ پاس گل[۳۶۵]
- بیشترین گل زده در تمام ادوار رقابت‌های مقدماتی جام جهانی فوتبال کونمبول: ۲۷ گل
- بیشترین عنوان مرد میدان در تمام ادوار تورنمنت کوپا آمریکا: ۱۴ عنوان
- بیشترین عنوان بهترین بازیکن تورنمنت کوپا آمریکا: (۲۰۱۵ و ۲۰۲۱) ۲ بار
- زننده گل در شش دورهٔ رقابت‌های کوپا آمریکا: ۲۰۰۷، ۲۰۱۵، ۲۰۱۶، ۲۰۱۹، ۲۰۲۱، ۲۰۲۴[ظ][۳۶۶]
- بیشترین پاس گل در تمام رقابت‌های مقدماتی جام جهانی فوتبال کونمبول: ۱۰ پاس گل
- تنها بازیکن حداقل دارای یک پاس گل در پنج دوره تورنمنت کوپا آمریکا
- بیشترین گل زده توسط یک بازیکن تعویضی در یک بازی تورنمنت کوپا آمریکا: ۳ گل برابر پاناما در ۲۰۱۶
- بیشترین تعداد پاس گل در یک بازی در تاریخ ام‌ال‌اس: ۵ پاس گل
- بیشترین تاثیرگذاری در یک بازی در تاریخ ام‌ال‌اس: ۶ گل+پاس گل

### اسپانیا
- بیشترین گل زده در تمام ادوار لالیگا: ۴۷۴ گل[۳۵۵]
- بیشترین گل در تمام رقابت‌های رسمی اسپانیا: ۶۷۲ گل[۳۳۳]
- بیشترین عنوان بهترین بازیکن لالیگا: (۱۳–۲۰۰۹، ۲۰۱۵، ۲۰۱۸، ۲۰۱۹) ۹ بار[۳۶۷]
- بیشترین جایزه آلفردو دی استفانو (بهترین بازیکن اسپانیا به انتخاب مارکا): (۱۱–۲۰۰۹، ۱۵–۲۰۱۴، ۱۹–۲۰۱۶) ۷ بار[۳۶۷]
- بیشترین جایزه بهترین بازیکن لالیگا: (۱۳–۲۰۰۹، ۲۰۱۵) ۶ بار[۳۶۸]
- بیشترین جایزه بهترین مهاجم لالیگا: (۱۳–۲۰۰۹، ۲۰۱۵، ۲۰۱۶) ۷ بار[۳۶۸]
- بیشترین جایزه بهترین بازیکن ماه لالیگا: ۸ بار
- بیشترین جایزه پیچیچی: (۱۳–۲۰۰۹، ۲۱–۲۰۱۶) ۸ بار[۳۵۶]
- بیشترین گل در یک فصل لالیگا: (۱۲–۲۰۱۱) ۵۰ گل[۳۵۵]
- بیشترین پاس گل در تمام ادوار لالیگا: ۱۷۹ گل
- بیشترین پاس گل در یک فصل لالیگا: (۲۰–۲۰۱۹) ۲۱ پاس گل[۳۶۹]
- بیشترین گل در سوپرکاپ‌های اسپانیا: ۱۴ گل
  - بیشترین گل در فینال‌های سوپرکاپ اسپانیا: ۷ گل
- بیشترین هت‌تریک در تمام ادوار لالیگا: ۳۶ بار[۳۵۵]
  - بیشترین دوبل گل در تمام ادوار لالیگا: ۱۰۶ بار
- گلزنی مقابل بیشترین تیم‌ها در تاریخ لالیگا: ۳۷ تیم[۳۷۰]
- بیشترین هت‌تریک در یک فصل لالیگا: (۱۲–۲۰۱۱) ۸ بار[۳۷۱]
- گلزنی مقابل تمام حریفان در یک فصل: (۱۳–۲۰۱۲) ۱۹ تیم[۳۷۱]
- تنها بازیکن دارای سابقه گلزنی متوالی در برابر تمام حریفان در یک فصل: (۱۳–۲۰۱۲) ۱۹ بازی، ۳۰ گل[۳۳۳]
- گلزنی در بیشترین بازی‌های یک فصل: (۱۳–۲۰۱۲) ۲۷ بازی[۳۷۱]
  - گلزنی در بیشترین بازی‌های متوالی مهمان یک فصل: (۱۳–۲۰۱۲) ۱۳ بازی
- بیشترین عنوان مرد میدان در بازی‌های لالیگا: (۲۰–۲۰۰۹) ۲۲۸ بار[۳۵۶]
- بیشترین گل در بازی‌های خانگی یک فصل: (۱۲–۲۰۱۱) ۳۵ گل[۳۳۳]
- بیشترین گل در بازی‌های مهمان یک فصل: ۲۴ گل (۱۳–۲۰۱۲)[۳۳۳]
- تنها بازیکن دارای بیشترین گل و پاس گلِ همزمان در دو و سه فصل متوالی: ۱۸–۲۰۱۷، ۱۹–۲۰۱۸، ۲۰–۲۰۱۹[۳۳۳]
  - تنها بازیکن دارای بیشترین گل و پاس گلِ همزمان در چهار فصل: ۱۲–۲۰۱۱، ۱۸–۲۰۱۷، ۱۹–۲۰۱۸، ۲۰–۲۰۱۹[۳۳۳]
- گلزنی در بیشترین استادیوم‌های مختلف لالیگا (بیشترین تیم‌های مختلف): ۳۸ استادیوم[۳۳۳]
- تنها بازیکن دارای سابقه گل در ۱۶ فصل متوالی لالیگا[۳۷۲]
  - تنها بازیکن دارای بیش از ۲۰ گل در ۱۰، ۱۱، ۱۲ و ۱۳ فصل لالیگا
  - تنها بازیکن دارای ۲۵ گل یا بیشتر در ۱۲ فصل متوالی لالیگا[۳۷۳]
  - تنها بازیکن دارای بیش از ۳۰ گل در ۷ فصل متوالی لالیگا
- تنها بازیکن دارای بیش از ۲۰ گل و پاس گل به صورت همزمان[۳۷۴]
- جوانترین بازیکن با بیش از ۲۰۰ گل زده در لالیگا: ۲۵ سال
- بیشترین قهرمانی در لالیگا توسط بازیکن غیر اسپانیایی: ۱۰ بار[۳۵۵]
- بیشترین پیروزی در رقابت‌های رسمی اسپانیا: ۵۴۲ بار[۳۳۳]
- بیشترین پیروزی در لالیگا: ۳۸۳ بار[۳۳۳]
- بیشترین حضور در فینال‌های کوپا دل ری:  ۱۰ بار (۲۰۰۹، ۲۰۱۱، و ۲۰۱۲ تا ۲۰۲۱)
  - بیشترین گلِ زده در فینال‌های کوپا دل ری: ۹ گل[۳۷۵]
  - بیشترین پاس گل در فینال‌های کوپا دل ری: ۶ بار

- بیشترین عنوان بهترین دریبل‌زن فصل لالیگا: ۶ بار[۳۷۶]

- بیشترین دریبل موفق در یک بازی لالیگا: ۱۵ بار
- بیشترین دریبل موفق در یک بازی کوپا دل ری: ۲۳ بار
- بیشترین گلِ زده با ضربه آزاد مستقیم در اسپانیا: ۳۸ گل[۳۳۳]

### ملی
- بیشترین گل در رده ملی در آرژانتین: ۹۸ گل[۳۶۴]
- بیشترین بازی در رده ملی برای آرژانتین: ۱۸۶ بازی
- بیشترین گل برای تیم ملی آرژانتین در یک سال تقویمی: ۱۲ گل (۲۰۱۲)
- بیشترین گل برای آرژانتین در رقابت‌های جام جهانی: ۱۳ گل
- بیشترین بازی در رده ملی برای آرژانتین در رقابت‌های جام جهانی
- بیشترین گل در مسابقات رسمی در آرژانتین:‌ ۳۸ گل[۳۴۷]
- تنها آرژانتینی دارای سابقه گلزنی مقابل تمام تیم‌های ملی کونمبول
- جوان‌ترین بازیکن با گلِ زده برای تیم ملی آرژانتین: ۱۸ سال (۲۰۰۶)[۳۷۷]
- جوان‌ترین بازیکن تیم ملی آرژانتین در جام‌های جهانی: ۲۲ سال (۲۰۱۰)[۳۷۸]
- جوان‌ترین بازیکن با ۱۰۰ بازی ملی برای آرژانتین: ۲۷ سال (۲۰۱۵)
- بیشترین گل در رده ملی با ضربه آزاد برای آرژانتین: ۸ گل
- بیشترین پاس گل در رده ملی در آرژانتین: ۵۳ پاس گل
- بیشترین عنوان مرد میدان در یک جام جهانی فوتبال: ۴ بار (۲۰۱۴)[۳۴۶]
- بیشترین جایزه مرد میدان در تاریخ جام جهانی: ۱۱ بار
- بیشترین پاس گل در رده ملی در جهان: ۵۸ پاس گل

### باشگاهی
- بیشترین گلِ زده در رقابت‌های رسمی تاریخ بارسلونا: ۶۷۲ گل
  - بیشترین گل زده در رقابت‌های تاریخ بارسلونا: ۷۰۹ گل (با احتساب بازی‌های دوستانه و غیررسمی)

- بیشترین بازی برای بارسلونا: ۷۷۸ بازی

- بیشترین گلِ زده در تاریخ مسابقات ال کلاسیکو: ۲۷ گل[۳۷۰]
- بیشترین گلِ زده در تاریخ مسابقات شهرآورد بارسلونا: ۲۵ گل
- بیشترین گلزنی در تاریخ مسابقات اتلتیکو-بارسلونا: ۲۴ گل

- بهترین گلزن تاریخ رقابت‌های اروپاییِ بارسلونا: ۱۱۷ گل
- بیشترین هت‌تریک تاریخ بارسلونا: ۴۸ هت‌تریک
  - بیشترین هت‌تریک با بارسلونا در لالیگا: ۳۶ هت‌تریک[۳۷۰]
- بیشترین پاس گل در کل رقابت‌های رسمی تاریخ بارسلونا: ۲۶۸ پاس گل
- اولین و تنها بازیکن باشگاه با ۴، ۵، ۶ و ۷ بار آقای گلی در لالیگا و اروپا
- بیشترین برد با تیم اول بارسلونا: ۵۴۲ بار
- بیشترین گل با ضربه آزاد مستقیم در تاریخ بارسلونا: ۵۰ گل
- بیشترین گلِ زده در بازی‌های خانگی و نیز بازی‌های دور از خانه تاریخ باشگاه: ۲۵۷ گل خانگی و ۱۸۳ گل خارج از خانه
- بیشترین گلِ زده در جام خوان گمپر: ۹ گل

- بیشترین قهرمانی یک بازیکن در تاریخ باشگاه: ۳۵ قهرمانی[۳۷۵]
  - بیشترین قهرمانی تاریخ باشگاه در میان بازیکنان غیراسپانیایی
- بیشترین گلِ زده در رقابت‌های رسمی تاریخ اینتر میامی: ۳۳ گل[۳۷۹]
- بیشترین پاس گل در کل رقابت‌های رسمی تاریخ اینتر میامی: ۱۸ پاس گل